# Interligas de Lima 2022
El Torneo Provincial de Lima de la Copa Perú 2022, conocido como Torneo Interligas de Lima 2022, fue la 46.ª edición de la etapa provincial de Lima. El torneo otorgó dos cupos para la Etapa Departamental de Lima.

## Sistema de juego
128 equipos participan en este torneo, los cuales se clasificaron mediante sus distintas ligas distritales.

### Fase de grupos
Los 128 equipos se dividen en 32 grupos de 4 equipos cada uno, siendo agrupados por cercanía geográfica. Los equipos de cada grupo se enfrentan en modalidad de todos contra todos a una sola rueda, teniendo cada equipo un partido como local, uno como visitante y uno en cancha neutral. Culminadas las tres fechas, los dos primeros puestos de cada grupo clasificarán a la siguiente fase.

### Fase final
Los juegos de la fase final se juegan a partido único en cancha neutral.
- En las Fases 2 y 3, en caso de empate tras el tiempo reglamentario se disputará una tanda de penales.
- Desde la Fase 4 en adelante, en caso de empate tras el tiempo reglamentario se disputará una prórroga de 30 minutos, posteriormente una tanda de penales en caso persistir la igualdad.

Los dos equipos que lleguen a la final avanzarán a la etapa departamental, además de disputarse el título del campeonato.

## Equipos participantes
En la siguiente lista se muestra a los equipos clasificados de cada distrito y localidad.
| Distrito                | Club                             | Posición liga distrital |
| ----------------------- | -------------------------------- | ----------------------- |
| Ancón                   | Coovitiomar                      | Campeón                 |
| Ancón                   | Escuela Deportiva El Rey         | 2.º                     |
| Ancón                   | Leoncio Prado                    | 3.º                     |
| Ate                     | Fraternal Santa Clara            | Campeón                 |
| Ate                     | Atlético Tornado                 | 2.º                     |
| Ate                     | Sol de Vitarte                   | 3.º                     |
| Ate                     | Óscar Benavides                  | 4.º                     |
| Barranco                | Barranco City                    | Campeón                 |
| Barranco                | Estrella Roja de Barranco        | 2.º                     |
| Barranco                | Diablos Rojos                    | 3.º                     |
| Breña                   | UPCI Computronic                 | Campeón                 |
| Breña                   | Defensor Lima Carasucias         | 2.º                     |
| Breña                   | Deportivo Chelsea                | 3.º                     |
| Carabayllo              | Independiente San Felipe         | Campeón                 |
| Carabayllo              | Deportivo Marañón                | 2.º                     |
| Carabayllo              | Soccer Star                      | 3.º                     |
| Carabayllo              | Cosmos de Lima Norte             | 4.º                     |
| Cercado de Lima         | Estudiantil Ascope               | Campeón                 |
| Cercado de Lima         | FC Católica                      | 2.º                     |
| Cercado de Lima         | Leones de San Marcos             | 3.º                     |
| Cercado de Lima         | Juventud Villa María             | 4.º                     |
| Chaclacayo              | La Era FBC                       | Campeón                 |
| Chaclacayo              | Huracán Ñaña                     | 2.º                     |
| Chaclacayo              | Deportivo Amistad                | 3.º                     |
| Chorrillos              | Cultural Lima                    | Campeón                 |
| Chorrillos              | Huracán Chorrillos               | 2.º                     |
| Chorrillos              | Deportivo Bolognesi              | 3.º                     |
| Chosica                 | Juventud Apurímac                | Campeón                 |
| Chosica                 | Nicolás de Piérola               | 2.º                     |
| Chosica                 | Once Estrellas                   | 3.º                     |
| Chosica                 | Chosica FC                       | 4.º                     |
| Comas                   | Sportivo Juventud Comas          | Campeón                 |
| Comas                   | Huracán Boys                     | 2.º                     |
| Comas                   | Academia Juventud Comas          | 3.º                     |
| Comas                   | Géminis                          | 4.º                     |
| El Agustino             | Cultural Progreso                | Campeón                 |
| El Agustino             | Parques del Agustino             | 2.º                     |
| El Agustino             | Santa Rosa El Ángel              | 3.º                     |
| El Agustino             | Unión Estudiantil                | 4.º                     |
| Independencia           | Dinámico Imperial Tahuantinsuyo  | Campeón                 |
| Independencia           | Sport Estudiantil                | 2.º                     |
| Independencia           | El Cruce                         | 3.º                     |
| Independencia           | Sánchez Carrión                  | 4.º                     |
| Jesús María             | Arsenal Jesús María              | Campeón                 |
| Jesús María             | Deportivo Zela                   | 2.º                     |
| Jesús María             | Galaxie 901                      | 3.º                     |
| La Molina               | Alianza Santa Cruz               | Campeón                 |
| La Molina               | Sport Roy's                      | 2.º                     |
| La Molina               | Deportivo Zúñiga                 | 3.º                     |
| La Molina               | Atlético Internacional Cristiano | 4.º                     |
| La Victoria             | Independiente Nueva Lima         | Campeón                 |
| La Victoria             | Unión Misti                      | 2.º                     |
| La Victoria             | ADEF                             | 3.º                     |
| Lince                   | Deportivo Lari                   | Campeón                 |
| Lince                   | Pegaso FC                        | 2.º                     |
| Lince                   | Independiente Aselsa             | 3.º                     |
| Lince                   | Academia Casta                   | 4.º                     |
| Los Olivos              | Alianza Naranjal                 | Campeón                 |
| Los Olivos              | UMA                              | 2.º                     |
| Los Olivos              | Atlético Torino                  | 3.º                     |
| Magdalena del Mar       | Municipal de Magdalena           | Campeón                 |
| Magdalena del Mar       | Defensor Magdalena Arica         | 2.º                     |
| Magdalena del Mar       | San Simón                        | 3.º                     |
| Miraflores              | DIM                              | Campeón                 |
| Miraflores              | Liz Dent                         | 2.º                     |
| Miraflores              | ADC Jungla                       | 3.º                     |
| Pachacámac              | San Fernando                     | Campeón                 |
| Pachacámac              | Defensor José Gálvez             | 2.º                     |
| Pachacámac              | Independiente Guayabo            | 3.º                     |
| Pueblo Libre            | AELU                             | Campeón                 |
| Puente Piedra           | Atlético Laderas                 | Campeón                 |
| Puente Piedra           | Juventus Puente Piedra           | 2.º                     |
| Puente Piedra           | Cultural Poeta                   | 3.º                     |
| Puente Piedra           | Alejandro Zevallos               | 4.º                     |
| Punta Hermosa           | Internacional Lurín              | Campeón                 |
| Rímac                   | Olimpya de Campeones             | Campeón                 |
| Rímac                   | Gonzales Prada                   | 2.º                     |
| Rímac                   | CADRE                            | 3.º                     |
| San Borja               | Sport Cobresol                   | Campeón                 |
| San Borja               | San Francisco de Borja           | 2.º                     |
| San Borja               | Academia Tito Drago              | 3.º                     |
| San Isidro              | Regatas Lima                     | Campeón                 |
| San Isidro              | Circolo Sportivo Italiano        | 2.º                     |
| San Isidro              | Ciclista Lima FC                 | 3.º                     |
| San Juan de Lurigancho  | Defensor Lubricantes             | Campeón                 |
| San Juan de Lurigancho  | Dream Team Sports                | 2.º                     |
| San Juan de Lurigancho  | Estrella Roja De San Fernando    | 3.º                     |
| San Juan de Lurigancho  | Defensor SJL Victorias           | 4.º                     |
| San Juan de Miraflores  | Atlético San Juan                | Campeón                 |
| San Juan de Miraflores  | Santa Rosa FBC                   | 2.º                     |
| San Juan de Miraflores  | Cultural 13 de Enero             | 3.º                     |
| San Luis                | Integración San Luis             | Campeón                 |
| San Luis                | Defensor Los Sauces              | 2.º                     |
| San Luis                | Independiente Jorge Chávez       | 3.º                     |
| San Martín de Porres    | Solidaridad                      | Campeón                 |
| San Martín de Porres    | Santa Cruz                       | 2.º                     |
| San Martín de Porres    | Virgen De Guadalupe              | 3.º                     |
| San Miguel              | Juventud Zela                    | Campeón                 |
| San Miguel              | Guillermo César Flores Illescas  | 2.º                     |
| San Miguel              | Atlético Cornejo Durand          | 3.º                     |
| Santa Anita             | Ernesto Che Guevara              | Campeón                 |
| Santa Anita             | Halcones de Viña                 | 2.º                     |
| Santa Anita             | Virgen de Chapi FC               | 3.º                     |
| Santiago de Surco       | Somos Olímpico                   | Campeón                 |
| Santiago de Surco       | Maxtrot                          | 2.º                     |
| Santiago de Surco       | Juventud Talana                  | 3.º                     |
| Surquillo               | AFE Cosmos International         | Campeón                 |
| Surquillo               | Real San Felipe                  | 2.º                     |
| Surquillo               | Rocca Camaleón                   | 3.º                     |
| Villa El Salvador       | Asociación Cosmos                | Campeón                 |
| Villa El Salvador       | Nueva Generación                 | 2.º                     |
| Villa El Salvador       | Arriba Huracán                   | 3.º                     |
| Villa María del Triunfo | Deportivo Jardín                 | Campeón                 |
| Villa María del Triunfo | Real Unión                       | 2.º                     |
| Villa María del Triunfo | FBC Juniors de América           | 3.º                     |
| Villa María del Triunfo | Amistad Perú Junior              | 4.º                     |

| Localidad (Distrito)                             | Club                   | Posición liga |
| ------------------------------------------------ | ---------------------- | ------------- |
| Canto Grande (San Juan de Lurigancho)            | Sport Bengala          | Campeón       |
| Canto Grande (San Juan de Lurigancho)            | Deportivo Satélite     | 2.º           |
| Canto Grande (San Juan de Lurigancho)            | Atlético Sairam        | 3.º           |
| Canto Grande (San Juan de Lurigancho)            | CARF Leones            | 4.º           |
| Collique (Comas)                                 | Unión Collique         | Campeón       |
| Collique (Comas)                                 | Liga V Collique        | 2.º           |
| Collique (Comas)                                 | Universitario de Comas | 3.º           |
| Huaycán (Ate)                                    | Furygangs              | Campeón       |
| Huaycán (Ate)                                    | Talentos SC Huaycán    | 2.º           |
| Huaycán (Ate)                                    | Academia GUIOFA        | 3.º           |
| José Carlos Mariátegui (Villa María del Triunfo) | Kurmi Soccer Juniors   | Campeón       |
| José Carlos Mariátegui (Villa María del Triunfo) | ESFER                  | 2.º           |

## Fase de grupos
Los criterios de clasificación son los siguientes:
1. Mayor puntaje.
2. Diferencia de goles.
3. Mayor cantidad de goles a favor.
4. Mayor cantidad de partidos ganados.
5. Sorteo.

|  | Equipos clasificados a los treintaidosavos de final. |
|  | Equipos eliminados de la competición.                |

### Grupo 1
| Equipo                  | Pts. | PJ | PG | PE | PP | GF | GC | DG |
| ----------------------- | ---- | -- | -- | -- | -- | -- | -- | -- |
| Somos Olímpico          | 7    | 3  | 2  | 1  | 0  | 8  | 2  | +6 |
| Real San Felipe         | 6    | 3  | 2  | 0  | 1  | 4  | 5  | –1 |
| DIM                     | 2    | 3  | 0  | 2  | 1  | 5  | 6  | –1 |
| Atletico Cornejo Durand | 1    | 3  | 0  | 1  | 2  | 3  | 7  | –4 |

| Fecha 1                 | Fecha 1   | Fecha 1         | Fecha 1                         | Fecha 1    | Fecha 1    | Fecha 1 |
| Local                   | Resultado | Visitante       | Estadio                         | Distrito   | Fecha      | Hora    |
| ----------------------- | --------- | --------------- | ------------------------------- | ---------- | ---------- | ------- |
| Atletico Cornejo Durand | 2 - 2     | DIM             | Adelfo Magallanes               | San Miguel | 15 de mayo | 11:00   |
| Somos Olímpico          | 3 - 0     | Real San Felipe | Municipal Julio Montjoy Guizado | Surco      | 15 de mayo | 16:00   |

| Fecha 2         | Fecha 2   | Fecha 2                 | Fecha 2                     | Fecha 2    | Fecha 2    | Fecha 2 |
| Local           | Resultado | Visitante               | Estadio                     | Distrito   | Fecha      | Hora    |
| --------------- | --------- | ----------------------- | --------------------------- | ---------- | ---------- | ------- |
| DIM             | 2 - 2     | Somos Olímpico          | Niño Héroe Manuel Bonilla   | Miraflores | 21 de mayo | 15:30   |
| Real San Felipe | 2 - 1     | Atletico Cornejo Durand | Municipal Carlos A. Moscoso | Surquillo  | 22 de mayo | 15:00   |

| Fecha 3 (cancha neutral) | Fecha 3 (cancha neutral) | Fecha 3 (cancha neutral) | Fecha 3 (cancha neutral)   | Fecha 3 (cancha neutral) | Fecha 3 (cancha neutral) | Fecha 3 (cancha neutral) |
| Equipo 1                 | Resultado                | Equipo 2                 | Estadio                    | Distrito                 | Fecha                    | Hora                     |
| ------------------------ | ------------------------ | ------------------------ | -------------------------- | ------------------------ | ------------------------ | ------------------------ |
| DIM                      | 1 - 2                    | Real San Felipe          | Héctor Chumpitaz - Campo 1 | VMT                      | 28 de mayo               | 16:00                    |
| Somos Olímpico           | 3 - 0                    | Atletico Cornejo Durand  | Marcelino Ccaico Arone     | El Agustino              | 28 de mayo               | 16:00                    |

### Grupo 2
| Equipo         | Pts. | PJ | PG | PE | PP | GF | GC | DG |
| -------------- | ---- | -- | -- | -- | -- | -- | -- | -- |
| Juventud Zela  | 7    | 3  | 2  | 1  | 0  | 8  | 3  | +5 |
| Liz Dent       | 4    | 3  | 1  | 1  | 1  | 3  | 3  | 0  |
| Rocca Camaleón | 4    | 3  | 1  | 1  | 1  | 3  | 3  | 0  |
| Maxtrot        | 1    | 3  | 0  | 1  | 2  | 1  | 6  | –5 |

| Fecha 1       | Fecha 1   | Fecha 1        | Fecha 1                         | Fecha 1    | Fecha 1    | Fecha 1 |
| Local         | Resultado | Visitante      | Estadio                         | Distrito   | Fecha      | Hora    |
| ------------- | --------- | -------------- | ------------------------------- | ---------- | ---------- | ------- |
| Maxtrot       | 1 - 1     | Rocca Camaleón | Municipal Julio Montjoy Guizado | Surco      | 15 de mayo | 14:00   |
| Juventud Zela | 2 - 2     | Liz Dent       | Adelfo Magallanes               | San Miguel | 15 de mayo | 15:00   |

| Fecha 2        | Fecha 2   | Fecha 2       | Fecha 2                     | Fecha 2    | Fecha 2    | Fecha 2 |
| Local          | Resultado | Visitante     | Estadio                     | Distrito   | Fecha      | Hora    |
| -------------- | --------- | ------------- | --------------------------- | ---------- | ---------- | ------- |
| Rocca Camaleón | 1 - 2     | Juventud Zela | Municipal Carlos A. Moscoso | Surquillo  | 22 de mayo | 13:00   |
| Liz Dent       | 1 - 0     | Maxtrot       | Niño Héroe Manuel Bonilla   | Miraflores | 22 de mayo | 15:30   |

| Fecha 3 (cancha neutral) | Fecha 3 (cancha neutral) | Fecha 3 (cancha neutral) | Fecha 3 (cancha neutral)   | Fecha 3 (cancha neutral) | Fecha 3 (cancha neutral) | Fecha 3 (cancha neutral) |
| Equipo 1                 | Resultado                | Equipo 2                 | Estadio                    | Distrito                 | Fecha                    | Hora                     |
| ------------------------ | ------------------------ | ------------------------ | -------------------------- | ------------------------ | ------------------------ | ------------------------ |
| Rocca Camaleón           | 1 - 0                    | Liz Dent                 | Municipal de Cocharcas     | Chorrillos               | 29 de mayo               | 10:00                    |
| Maxtrot                  | 0 - 4                    | Juventud Zela            | Héctor Chumpitaz - Campo 2 | VMT                      | 29 de mayo               | 16:00                    |

### Grupo 3
| Equipo                          | Pts. | PJ | PG | PE | PP | GF | GC | DG |
| ------------------------------- | ---- | -- | -- | -- | -- | -- | -- | -- |
| AFE Cosmos International        | 9    | 3  | 3  | 0  | 0  | 9  | 2  | +7 |
| ADC Jungla                      | 4    | 3  | 1  | 1  | 1  | 4  | 4  | 0  |
| Guillermo César Flores Illescas | 2    | 3  | 0  | 2  | 1  | 2  | 6  | –4 |
| Juventud Talana                 | 1    | 3  | 0  | 1  | 2  | 4  | 7  | –3 |

| Fecha 1                         | Fecha 1   | Fecha 1                  | Fecha 1                         | Fecha 1    | Fecha 1    | Fecha 1 |
| Local                           | Resultado | Visitante                | Estadio                         | Distrito   | Fecha      | Hora    |
| ------------------------------- | --------- | ------------------------ | ------------------------------- | ---------- | ---------- | ------- |
| Juventud Talana                 | 2 - 3     | AFE Cosmos International | Municipal Julio Montjoy Guizado | Surco      | 15 de mayo | 12:00   |
| Guillermo Cesar Flores Illescas | 1 - 1     | ADC Jungla               | Adelfo Magallanes               | San Miguel | 15 de mayo | 13:00   |

| Fecha 2                  | Fecha 2   | Fecha 2                         | Fecha 2                     | Fecha 2    | Fecha 2    | Fecha 2 |
| Local                    | Resultado | Visitante                       | Estadio                     | Distrito   | Fecha      | Hora    |
| ------------------------ | --------- | ------------------------------- | --------------------------- | ---------- | ---------- | ------- |
| ADC Jungla               | 3 - 1     | Juventud Talana                 | Niño Héroe Manuel Bonilla   | Miraflores | 22 de mayo | 13:30   |
| AFE Cosmos International | 4 - 0     | Guillermo Cesar Flores Illescas | Municipal Carlos A. Moscoso | Surquillo  | 22 de mayo | 17:00   |

| Fecha 3 (cancha neutral) | Fecha 3 (cancha neutral) | Fecha 3 (cancha neutral)        | Fecha 3 (cancha neutral)   | Fecha 3 (cancha neutral) | Fecha 3 (cancha neutral) | Fecha 3 (cancha neutral) |
| Equipo 1                 | Resultado                | Equipo 2                        | Estadio                    | Distrito                 | Fecha                    | Hora                     |
| ------------------------ | ------------------------ | ------------------------------- | -------------------------- | ------------------------ | ------------------------ | ------------------------ |
| Juventud Talana          | 1 - 1                    | Guillermo Cesar Flores Illescas | Héctor Chumpitaz - Campo 2 | VMT                      | 29 de mayo               | 14:00                    |
| AFE Cosmos International | 2 - 0                    | ADC Jungla                      | El Ermitaño                | Independencia            | 29 de mayo               | 18:00                    |

### Grupo 4
| Equipo                    | Pts. | PJ | PG | PE | PP | GF | GC | DG  |
| ------------------------- | ---- | -- | -- | -- | -- | -- | -- | --- |
| Ciclista Lima FC          | 6    | 3  | 2  | 0  | 1  | 13 | 6  | +7  |
| Cultural Lima             | 6    | 3  | 2  | 0  | 1  | 10 | 5  | +5  |
| Estrella Roja de Barranco | 6    | 3  | 2  | 0  | 1  | 9  | 5  | +4  |
| Municipal de Magdalena    | 0    | 3  | 0  | 0  | 3  | 2  | 18 | –16 |

| Fecha 1                | Fecha 1   | Fecha 1                   | Fecha 1                 | Fecha 1    | Fecha 1    | Fecha 1 |
| Local                  | Resultado | Visitante                 | Estadio                 | Distrito   | Fecha      | Hora    |
| ---------------------- | --------- | ------------------------- | ----------------------- | ---------- | ---------- | ------- |
| Municipal de Magdalena | 1 - 4     | Estrella Roja de Barranco | Depor Plaza Costa Verde | Magdalena  | 14 de mayo | 22:15   |
| Ciclista Lima FC       | 3 - 2     | Cultural Lima             | Campo 1 CARFIP          | Chorrillos | 15 de mayo | 14:00   |

| Fecha 2                   | Fecha 2   | Fecha 2                | Fecha 2                        | Fecha 2    | Fecha 2    | Fecha 2 |
| Local                     | Resultado | Visitante              | Estadio                        | Distrito   | Fecha      | Hora    |
| ------------------------- | --------- | ---------------------- | ------------------------------ | ---------- | ---------- | ------- |
| Estrella Roja de Barranco | 4 - 2     | Ciclista Lima FC       | Municipal San Juan Bautista    | Chorrillos | 21 de mayo | 14:00   |
| Cultural Lima             | 6 - 1     | Municipal de Magdalena | Centro Cultural Deportivo Lima | Chorrillos | 22 de mayo | 15:00   |

| Fecha 3 (cancha neutral)  | Fecha 3 (cancha neutral) | Fecha 3 (cancha neutral) | Fecha 3 (cancha neutral) | Fecha 3 (cancha neutral) | Fecha 3 (cancha neutral) | Fecha 3 (cancha neutral) |
| Equipo 1                  | Resultado                | Equipo 2                 | Estadio                  | Distrito                 | Fecha                    | Hora                     |
| ------------------------- | ------------------------ | ------------------------ | ------------------------ | ------------------------ | ------------------------ | ------------------------ |
| Estrella Roja de Barranco | 1 - 2                    | Cultural Lima            | El Ermitaño              | Independencia            | 28 de mayo               | 18:00                    |
| Ciclista Lima FC          | 8 - 0                    | Municipal de Magdalena   | Municipal de Cocharcas   | Chorrillos               | 29 de mayo               | 12:00                    |

### Grupo 5
| Equipo                   | Pts. | PJ | PG | PE | PP | GF | GC | DG |
| ------------------------ | ---- | -- | -- | -- | -- | -- | -- | -- |
| Regatas Lima             | 9    | 3  | 3  | 0  | 0  | 10 | 6  | +4 |
| Huracán Chorrillos       | 6    | 3  | 2  | 0  | 1  | 9  | 5  | +4 |
| Diablos Rojos            | 3    | 3  | 1  | 0  | 2  | 5  | 7  | –2 |
| Defensor Magdalena Arica | 0    | 3  | 0  | 0  | 3  | 8  | 14 | –6 |

| Fecha 1                  | Fecha 1   | Fecha 1            | Fecha 1                 | Fecha 1           | Fecha 1    | Fecha 1 |
| Local                    | Resultado | Visitante          | Estadio                 | Distrito          | Fecha      | Hora    |
| ------------------------ | --------- | ------------------ | ----------------------- | ----------------- | ---------- | ------- |
| Defensor Magdalena Arica | 0 - 3     | Diablos Rojos      | Depor Plaza Costa Verde | Magdalena         | 14 de mayo | 20:15   |
| Regatas Lima             | 1 - 0     | Huracán Chorrillos | Villa Deportiva Regatas | Villa El Salvador | 15 de mayo | 16:00   |

| Fecha 2            | Fecha 2   | Fecha 2                  | Fecha 2                     | Fecha 2    | Fecha 2    | Fecha 2 |
| Local              | Resultado | Visitante                | Estadio                     | Distrito   | Fecha      | Hora    |
| ------------------ | --------- | ------------------------ | --------------------------- | ---------- | ---------- | ------- |
| Diablos Rojos      | 1 - 3     | Regatas Lima             | Municipal San Juan Bautista | Chorrillos | 21 de mayo | 16:00   |
| Huracán Chorrillos | 5 - 3     | Defensor Magdalena Arica | Municipal de Cocharcas      | Chorrillos | 22 de mayo | 14:00   |

| Fecha 3 (cancha neutral) | Fecha 3 (cancha neutral) | Fecha 3 (cancha neutral) | Fecha 3 (cancha neutral) | Fecha 3 (cancha neutral) | Fecha 3 (cancha neutral) | Fecha 3 (cancha neutral) |
| Equipo 1                 | Resultado                | Equipo 2                 | Estadio                  | Distrito                 | Fecha                    | Hora                     |
| ------------------------ | ------------------------ | ------------------------ | ------------------------ | ------------------------ | ------------------------ | ------------------------ |
| Defensor Magdalena Arica | 5 - 6                    | Regatas Lima             | Municipal de Cocharcas   | Chorrillos               | 29 de mayo               | 14:00                    |
| Diablos Rojos            | 1 - 4                    | Huracán Chorrillos       | Municipal de Cocharcas   | Chorrillos               | 29 de mayo               | 16:00                    |

### Grupo 6
| Equipo                    | Pts. | PJ | PG | PE | PP | GF | GC | DG |
| ------------------------- | ---- | -- | -- | -- | -- | -- | -- | -- |
| Barranco City             | 9    | 3  | 3  | 0  | 0  | 10 | 1  | +9 |
| Circolo Sportivo Italiano | 6    | 3  | 2  | 0  | 1  | 7  | 6  | +1 |
| San Simón                 | 3    | 3  | 1  | 0  | 2  | 3  | 8  | –5 |
| Deportivo Bolognesi       | 0    | 3  | 0  | 0  | 3  | 1  | 6  | –5 |

| Fecha 1                   | Fecha 1   | Fecha 1             | Fecha 1                   | Fecha 1      | Fecha 1    | Fecha 1 |
| Local                     | Resultado | Visitante           | Estadio                   | Distrito     | Fecha      | Hora    |
| ------------------------- | --------- | ------------------- | ------------------------- | ------------ | ---------- | ------- |
| Circolo Sportivo Italiano | 3 - 0     | Deportivo Bolognesi | Circolo Sportivo Italiano | Pueblo Libre | 14 de mayo | 19:30   |
| San Simón                 | 0 - 4     | Barranco City       | Depor Plaza Costa Verde   | Magdalena    | 15 de mayo | 20:15   |

| Fecha 2             | Fecha 2   | Fecha 2                   | Fecha 2                       | Fecha 2    | Fecha 2    | Fecha 2 |
| Local               | Resultado | Visitante                 | Estadio                       | Distrito   | Fecha      | Hora    |
| ------------------- | --------- | ------------------------- | ----------------------------- | ---------- | ---------- | ------- |
| Barranco City       | 5 - 1     | Circolo Sportivo Italiano | Círculo Militar de Chorrillos | Chorrillos | 21 de mayo | 17:15   |
| Deportivo Bolognesi | 1 - 2     | San Simón                 | Municipal de Cocharcas        | Chorrillos | 22 de mayo | 11:00   |

| Fecha 3 (cancha neutral) | Fecha 3 (cancha neutral) | Fecha 3 (cancha neutral)  | Fecha 3 (cancha neutral)         | Fecha 3 (cancha neutral) | Fecha 3 (cancha neutral) | Fecha 3 (cancha neutral) |
| Equipo 1                 | Resultado                | Equipo 2                  | Estadio                          | Distrito                 | Fecha                    | Hora                     |
| ------------------------ | ------------------------ | ------------------------- | -------------------------------- | ------------------------ | ------------------------ | ------------------------ |
| Barranco City            | 1 - 0                    | Deportivo Bolognesi       | Círculo Militar de Chorrillos    | Chorrillos               | 28 de mayo               | 17:15                    |
| San Simón                | 1 - 3                    | Circolo Sportivo Italiano | Complejo Deportivo Ollantaytambo | Ate                      | 29 de mayo               | 20:00                    |

### Grupo 7
| Equipo                | Pts. | PJ | PG | PE | PP | GF | GC | DG  |
| --------------------- | ---- | -- | -- | -- | -- | -- | -- | --- |
| Fraternal Santa Clara | 9    | 3  | 3  | 0  | 0  | 13 | 1  | +12 |
| Sport Roy's           | 6    | 3  | 2  | 0  | 1  | 10 | 6  | +4  |
| Nicolás de Piérola    | 3    | 3  | 1  | 0  | 2  | 6  | 12 | –6  |
| Atlético Sairam       | 0    | 3  | 0  | 0  | 3  | 1  | 11 | –10 |

| Fecha 1               | Fecha 1   | Fecha 1         | Fecha 1                          | Fecha 1  | Fecha 1    | Fecha 1 |
| Local                 | Resultado | Visitante       | Estadio                          | Distrito | Fecha      | Hora    |
| --------------------- | --------- | --------------- | -------------------------------- | -------- | ---------- | ------- |
| Nicolás de Piérola    | 3 - 1     | Atlético Sairam | Municipal Hernán Solís García    | Chosica  | 14 de mayo | 14:00   |
| Fraternal Santa Clara | 4 - 0     | Sport Roy's     | Complejo Deportivo Ollantaytambo | Ate      | 14 de mayo | 15:30   |

| Fecha 2         | Fecha 2   | Fecha 2               | Fecha 2                          | Fecha 2   | Fecha 2    | Fecha 2 |
| Local           | Resultado | Visitante             | Estadio                          | Distrito  | Fecha      | Hora    |
| --------------- | --------- | --------------------- | -------------------------------- | --------- | ---------- | ------- |
| Sport Roy's     | 5 - 2     | Nicolás de Piérola    | Municipal de La Molina           | La Molina | 22 de mayo | 14:00   |
| Atlético Sairam | 0 - 3     | Fraternal Santa Clara | Parque Ecológico Naciones Unidas | SJL       | 22 de mayo | 16:00   |

| Fecha 3 (cancha neutral) | Fecha 3 (cancha neutral) | Fecha 3 (cancha neutral) | Fecha 3 (cancha neutral)         | Fecha 3 (cancha neutral) | Fecha 3 (cancha neutral) | Fecha 3 (cancha neutral) |
| Equipo 1                 | Resultado                | Equipo 2                 | Estadio                          | Distrito                 | Fecha                    | Hora                     |
| ------------------------ | ------------------------ | ------------------------ | -------------------------------- | ------------------------ | ------------------------ | ------------------------ |
| Fraternal Santa Clara    | 6 - 1                    | Nicolás de Piérola       | Colegio Ricardo Bentín           | Rímac                    | 28 de mayo               | 20:00                    |
| Atlético Sairam          | 0 - 5                    | Sport Roy's              | Complejo Deportivo Ollantaytambo | Ate                      | 29 de mayo               | 10:00                    |

### Grupo 8
| Equipo           | Pts. | PJ | PG | PE | PP | GF | GC | DG |
| ---------------- | ---- | -- | -- | -- | -- | -- | -- | -- |
| Atlético Tornado | 6    | 3  | 2  | 0  | 1  | 7  | 4  | +3 |
| Once Estrellas   | 6    | 3  | 2  | 0  | 1  | 4  | 3  | +1 |
| Sport Bengala    | 3    | 3  | 1  | 0  | 2  | 4  | 5  | –1 |
| Deportivo Zúñiga | 3    | 3  | 1  | 0  | 2  | 3  | 6  | –3 |

| Fecha 1          | Fecha 1   | Fecha 1          | Fecha 1                          | Fecha 1  | Fecha 1    | Fecha 1 |
| Local            | Resultado | Visitante        | Estadio                          | Distrito | Fecha      | Hora    |
| ---------------- | --------- | ---------------- | -------------------------------- | -------- | ---------- | ------- |
| Atlético Tornado | 5 - 1     | Deportivo Zúñiga | Complejo Deportivo Ollantaytambo | Ate      | 15 de mayo | 12:00   |
| Once Estrellas   | 3 - 1     | Sport Bengala    | Municipal Hernán Solís García    | Chosica  | 15 de mayo | 14:00   |

| Fecha 2          | Fecha 2   | Fecha 2          | Fecha 2                | Fecha 2   | Fecha 2    | Fecha 2 |
| Local            | Resultado | Visitante        | Estadio                | Distrito  | Fecha      | Hora    |
| ---------------- | --------- | ---------------- | ---------------------- | --------- | ---------- | ------- |
| Deportivo Zúñiga | 0 - 1     | Once Estrellas   | Municipal de La Molina | La Molina | 22 de mayo | 12:00   |
| Sport Bengala    | 3 - 0     | Atlético Tornado | José Carlos Mariátegui | SJL       | 22 de mayo | 14:00   |

| Fecha 3 (cancha neutral) | Fecha 3 (cancha neutral) | Fecha 3 (cancha neutral) | Fecha 3 (cancha neutral) | Fecha 3 (cancha neutral) | Fecha 3 (cancha neutral) | Fecha 3 (cancha neutral) |
| Equipo 1                 | Resultado                | Equipo 2                 | Estadio                  | Distrito                 | Fecha                    | Hora                     |
| ------------------------ | ------------------------ | ------------------------ | ------------------------ | ------------------------ | ------------------------ | ------------------------ |
| Sport Bengala            | 0 - 2                    | Deportivo Zúñiga         | Municipal Pachacútec     | Chaclacayo               | 29 de mayo               | 12:00                    |
| Atlético Tornado         | 2 - 0                    | Once Estrellas           | Municipal Pachacútec     | Chaclacayo               | 29 de mayo               | 16:00                    |

### Grupo 9
| Equipo             | Pts. | PJ | PG | PE | PP | GF | GC | DG |
| ------------------ | ---- | -- | -- | -- | -- | -- | -- | -- |
| Sol de Vitarte     | 6    | 3  | 2  | 0  | 1  | 7  | 3  | +4 |
| Deportivo Satélite | 4    | 3  | 1  | 1  | 1  | 8  | 6  | +2 |
| Alianza Santa Cruz | 4    | 3  | 1  | 1  | 1  | 5  | 6  | –1 |
| Juventud Apurímac  | 3    | 3  | 1  | 0  | 2  | 3  | 8  | –5 |

| Fecha 1           | Fecha 1   | Fecha 1            | Fecha 1                          | Fecha 1  | Fecha 1    | Fecha 1 |
| Local             | Resultado | Visitante          | Estadio                          | Distrito | Fecha      | Hora    |
| ----------------- | --------- | ------------------ | -------------------------------- | -------- | ---------- | ------- |
| Juventud Apurímac | 0 - 3     | Deportivo Satélite | Municipal Hernán Solís García    | Chosica  | 15 de mayo | 16:00   |
| Sol de Vitarte    | 0 - 1     | Alianza Santa Cruz | Complejo Deportivo Ollantaytambo | Ate      | 15 de mayo | 16:00   |

| Fecha 2            | Fecha 2   | Fecha 2           | Fecha 2                | Fecha 2   | Fecha 2    | Fecha 2 |
| Local              | Resultado | Visitante         | Estadio                | Distrito  | Fecha      | Hora    |
| ------------------ | --------- | ----------------- | ---------------------- | --------- | ---------- | ------- |
| Deportivo Satélite | 2 - 3     | Sol de Vitarte    | José Carlos Mariátegui | SJL       | 22 de mayo | 16:00   |
| Alianza Santa Cruz | 1 - 3     | Juventud Apurímac | Municipal de La Molina | La Molina | 22 de mayo | 16:00   |

| Fecha 3 (cancha neutral) | Fecha 3 (cancha neutral) | Fecha 3 (cancha neutral) | Fecha 3 (cancha neutral)         | Fecha 3 (cancha neutral) | Fecha 3 (cancha neutral) | Fecha 3 (cancha neutral) |
| Equipo 1                 | Resultado                | Equipo 2                 | Estadio                          | Distrito                 | Fecha                    | Hora                     |
| ------------------------ | ------------------------ | ------------------------ | -------------------------------- | ------------------------ | ------------------------ | ------------------------ |
| Juventud Apurímac        | 0 - 4                    | Sol de Vitarte           | Municipal Pachacútec             | Chaclacayo               | 29 de mayo               | 14:00                    |
| Deportivo Satélite       | 3 - 3                    | Alianza Santa Cruz       | Complejo Deportivo Ollantaytambo | Ate                      | 29 de mayo               | 16:00                    |

### Grupo 10
| Equipo                 | Pts. | PJ | PG | PE | PP | GF | GC | DG |
| ---------------------- | ---- | -- | -- | -- | -- | -- | -- | -- |
| Defensor Lubricantes   | 9    | 3  | 3  | 0  | 0  | 8  | 2  | +6 |
| Virgen de Chapi FC     | 4    | 3  | 1  | 1  | 1  | 4  | 6  | –2 |
| Huracán Ñaña           | 2    | 3  | 0  | 2  | 1  | 3  | 5  | –2 |
| San Francisco de Borja | 1    | 3  | 0  | 1  | 2  | 4  | 6  | –2 |

| Fecha 1              | Fecha 1   | Fecha 1                | Fecha 1                       | Fecha 1    | Fecha 1    | Fecha 1 |
| Local                | Resultado | Visitante              | Estadio                       | Distrito   | Fecha      | Hora    |
| -------------------- | --------- | ---------------------- | ----------------------------- | ---------- | ---------- | ------- |
| Defensor Lubricantes | 2 - 1     | San Francisco de Borja | Campo deportivo 10 de Octubre | SJL        | 15 de mayo | 11:00   |
| Huracán Ñaña         | 1 - 1     | Virgen de Chapi FC     | Huascata                      | Chaclacayo | 15 de mayo | 16:00   |

| Fecha 2                | Fecha 2   | Fecha 2              | Fecha 2                             | Fecha 2   | Fecha 2    | Fecha 2 |
| Local                  | Resultado | Visitante            | Estadio                             | Distrito  | Fecha      | Hora    |
| ---------------------- | --------- | -------------------- | ----------------------------------- | --------- | ---------- | ------- |
| Virgen de Chapi FC     | 0 - 3     | Defensor Lubricantes | Campo deportivo Langa               | Ate       | 21 de mayo | 12:00   |
| San Francisco de Borja | 1 - 1     | Huracán Ñaña         | Complejo Polideportivo de San Borja | San Borja | 22 de mayo | 13:10   |

| Fecha 3 (cancha neutral) | Fecha 3 (cancha neutral) | Fecha 3 (cancha neutral) | Fecha 3 (cancha neutral)         | Fecha 3 (cancha neutral) | Fecha 3 (cancha neutral) | Fecha 3 (cancha neutral) |
| Equipo 1                 | Resultado                | Equipo 2                 | Estadio                          | Distrito                 | Fecha                    | Hora                     |
| ------------------------ | ------------------------ | ------------------------ | -------------------------------- | ------------------------ | ------------------------ | ------------------------ |
| Defensor Lubricantes     | 3 - 1                    | Huracán Ñaña             | Municipal Hernán Solís García    | Chosica                  | 28 de mayo               | 15:30                    |
| Virgen de Chapi FC       | 3 - 2                    | San Francisco de Borja   | Complejo Deportivo Ollantaytambo | Ate                      | 29 de mayo               | 14:00                    |

### Grupo 11
| Equipo              | Pts. | PJ | PG | PE | PP | GF | GC | DG  |
| ------------------- | ---- | -- | -- | -- | -- | -- | -- | --- |
| Dream Team Sports   | 7    | 3  | 2  | 1  | 0  | 11 | 1  | +10 |
| Ernesto Che Guevara | 7    | 3  | 2  | 1  | 0  | 4  | 1  | +3  |
| Academia Tito Drago | 3    | 3  | 1  | 0  | 2  | 7  | 5  | +2  |
| Deportivo Amistad   | 0    | 3  | 0  | 0  | 3  | 3  | 18 | –15 |

| Fecha 1           | Fecha 1   | Fecha 1             | Fecha 1          | Fecha 1    | Fecha 1    | Fecha 1 |
| Local             | Resultado | Visitante           | Estadio          | Distrito   | Fecha      | Hora    |
| ----------------- | --------- | ------------------- | ---------------- | ---------- | ---------- | ------- |
| Deportivo Amistad | 0 - 2     | Ernesto Che Guevara | Huascata         | Chaclacayo | 15 de mayo | 14:00   |
| Dream Team Sports | 1 - 0     | Academia Tito Drago | Parque Los Ficus | SJL        | 15 de mayo | 15:30   |

| Fecha 2             | Fecha 2   | Fecha 2           | Fecha 2                             | Fecha 2   | Fecha 2    | Fecha 2 |
| Local               | Resultado | Visitante         | Estadio                             | Distrito  | Fecha      | Hora    |
| ------------------- | --------- | ----------------- | ----------------------------------- | --------- | ---------- | ------- |
| Ernesto Che Guevara | 0 - 0     | Dream Team Sports | Campo deportivo Langa               | Ate       | 21 de mayo | 16:00   |
| Academia Tito Drago | 6 - 2     | Deportivo Amistad | Complejo Polideportivo de San Borja | San Borja | 22 de mayo | 11:10   |

| Fecha 3 (cancha neutral) | Fecha 3 (cancha neutral) | Fecha 3 (cancha neutral) | Fecha 3 (cancha neutral)         | Fecha 3 (cancha neutral) | Fecha 3 (cancha neutral) | Fecha 3 (cancha neutral) |
| Equipo 1                 | Resultado                | Equipo 2                 | Estadio                          | Distrito                 | Fecha                    | Hora                     |
| ------------------------ | ------------------------ | ------------------------ | -------------------------------- | ------------------------ | ------------------------ | ------------------------ |
| Deportivo Amistad        | 1 - 10                   | Dream Team Sports        | El Ermitaño                      | Independencia            | 28 de mayo               | 20:00                    |
| Ernesto Che Guevara      | 2 - 1                    | Academia Tito Drago      | Complejo Deportivo Ollantaytambo | Ate                      | 29 de mayo               | 18:00                    |

### Grupo 12
| Equipo                        | Pts. | PJ | PG | PE | PP | GF | GC | DG |
| ----------------------------- | ---- | -- | -- | -- | -- | -- | -- | -- |
| La Era FBC                    | 9    | 3  | 3  | 0  | 0  | 5  | 2  | +3 |
| Estrella Roja De San Fernando | 6    | 3  | 2  | 0  | 1  | 4  | 2  | +2 |
| Sport Cobresol                | 3    | 3  | 1  | 0  | 2  | 1  | 2  | –1 |
| Halcones de Viña              | 0    | 3  | 0  | 0  | 3  | 1  | 5  | –4 |

| Fecha 1                       | Fecha 1   | Fecha 1          | Fecha 1                | Fecha 1    | Fecha 1    | Fecha 1 |
| Local                         | Resultado | Visitante        | Estadio                | Distrito   | Fecha      | Hora    |
| ----------------------------- | --------- | ---------------- | ---------------------- | ---------- | ---------- | ------- |
| Estrella Roja De San Fernando | 1 - 0     | Sport Cobresol   | José Carlos Mariátegui | SJL        | 14 de mayo | 15:30   |
| La Era FBC                    | 2 - 1     | Halcones de Viña | Tahuantinsuyo          | Chaclacayo | 15 de mayo | 16:00   |

| Fecha 2          | Fecha 2   | Fecha 2                       | Fecha 2                             | Fecha 2   | Fecha 2    | Fecha 2 |
| Local            | Resultado | Visitante                     | Estadio                             | Distrito  | Fecha      | Hora    |
| ---------------- | --------- | ----------------------------- | ----------------------------------- | --------- | ---------- | ------- |
| Halcones de Viña | 0 - 2     | Estrella Roja De San Fernando | Campo deportivo Langa               | Ate       | 21 de mayo | 14:00   |
| Sport Cobresol   | 0 - 1     | La Era FBC                    | Complejo Polideportivo de San Borja | San Borja | 22 de mayo | 15:10   |

| Fecha 3 (cancha neutral) | Fecha 3 (cancha neutral) | Fecha 3 (cancha neutral)      | Fecha 3 (cancha neutral)         | Fecha 3 (cancha neutral) | Fecha 3 (cancha neutral) | Fecha 3 (cancha neutral) |
| Equipo 1                 | Resultado                | Equipo 2                      | Estadio                          | Distrito                 | Fecha                    | Hora                     |
| ------------------------ | ------------------------ | ----------------------------- | -------------------------------- | ------------------------ | ------------------------ | ------------------------ |
| Halcones de Viña         | 0 - 1                    | Sport Cobresol                | Complejo Deportivo Ollantaytambo | Ate                      | 29 de mayo               | 12:00                    |
| La Era FBC               | 2 - 1                    | Estrella Roja De San Fernando | Municipal Hernán Solís García    | Chosica                  | 29 de mayo               | 15:30                    |

### Grupo 13
| Equipo                          | Pts. | PJ | PG | PE | PP | GF | GC | DG |
| ------------------------------- | ---- | -- | -- | -- | -- | -- | -- | -- |
| Virgen De Guadalupe             | 7    | 3  | 2  | 1  | 0  | 5  | 2  | +3 |
| Dinamico Imperial Tahuantinsuyo | 5    | 3  | 1  | 2  | 0  | 5  | 3  | +2 |
| Huracán Boys                    | 2    | 3  | 0  | 2  | 1  | 4  | 5  | –1 |
| Atlético Torino                 | 1    | 3  | 0  | 1  | 2  | 3  | 7  | –4 |

| Fecha 1         | Fecha 1   | Fecha 1                         | Fecha 1              | Fecha 1    | Fecha 1    | Fecha 1 |
| Local           | Resultado | Visitante                       | Estadio              | Distrito   | Fecha      | Hora    |
| --------------- | --------- | ------------------------------- | -------------------- | ---------- | ---------- | ------- |
| Huracán Boys    | 1 - 2     | Virgen De Guadalupe             | Daniel Hernani Tovar | Comas      | 15 de mayo | 14:00   |
| Atlético Torino | 1 - 3     | Dinamico Imperial Tahuantinsuyo | Plaza Cívica de Pro  | Los Olivos | 15 de mayo | 18:30   |

| Fecha 2                         | Fecha 2   | Fecha 2         | Fecha 2                | Fecha 2       | Fecha 2    | Fecha 2 |
| Local                           | Resultado | Visitante       | Estadio                | Distrito      | Fecha      | Hora    |
| ------------------------------- | --------- | --------------- | ---------------------- | ------------- | ---------- | ------- |
| Dinamico Imperial Tahuantinsuyo | 2 - 2     | Huracán Boys    | El Ermitaño            | Independencia | 21 de mayo | 15:30   |
| Virgen De Guadalupe             | 3 - 1     | Atlético Torino | Colegio Ricardo Bentín | Rímac         | 21 de mayo | 21:00   |

| Fecha 3 (cancha neutral)        | Fecha 3 (cancha neutral) | Fecha 3 (cancha neutral) | Fecha 3 (cancha neutral)   | Fecha 3 (cancha neutral) | Fecha 3 (cancha neutral) | Fecha 3 (cancha neutral) |
| Equipo 1                        | Resultado                | Equipo 2                 | Estadio                    | Distrito                 | Fecha                    | Hora                     |
| ------------------------------- | ------------------------ | ------------------------ | -------------------------- | ------------------------ | ------------------------ | ------------------------ |
| Atlético Torino                 | 1 - 1                    | Huracán Boys             | Municipal de Puente Piedra | Puente Piedra            | 29 de mayo               | 12:00                    |
| Dinamico Imperial Tahuantinsuyo | 0 - 0                    | Virgen De Guadalupe      | Colegio Ricardo Bentín     | Rímac                    | 29 de mayo               | 20:00                    |

### Grupo 14
| Equipo                  | Pts. | PJ | PG | PE | PP | GF | GC | DG |
| ----------------------- | ---- | -- | -- | -- | -- | -- | -- | -- |
| Academia Juventud Comas | 6    | 3  | 2  | 0  | 1  | 5  | 3  | +2 |
| Solidaridad             | 6    | 3  | 2  | 0  | 1  | 4  | 2  | +2 |
| Alianza Naranjal        | 6    | 3  | 2  | 0  | 1  | 4  | 3  | +1 |
| Sport Estudiantil       | 0    | 3  | 0  | 0  | 3  | 1  | 6  | –5 |

| Fecha 1                 | Fecha 1   | Fecha 1           | Fecha 1              | Fecha 1    | Fecha 1    | Fecha 1 |
| Local                   | Resultado | Visitante         | Estadio              | Distrito   | Fecha      | Hora    |
| ----------------------- | --------- | ----------------- | -------------------- | ---------- | ---------- | ------- |
| Academia Juventud Comas | 2 - 1     | Solidaridad       | Daniel Hernani Tovar | Comas      | 14 de mayo | 16:00   |
| Alianza Naranjal        | 2 - 1     | Sport Estudiantil | Plaza Cívica de Pro  | Los Olivos | 15 de mayo | 14:30   |

| Fecha 2           | Fecha 2   | Fecha 2                 | Fecha 2     | Fecha 2       | Fecha 2    | Fecha 2 |
| Local             | Resultado | Visitante               | Estadio     | Distrito      | Fecha      | Hora    |
| ----------------- | --------- | ----------------------- | ----------- | ------------- | ---------- | ------- |
| Sport Estudiantil | 0 - 2     | Academia Juventud Comas | El Ermitaño | Independencia | 22 de mayo | 13:30   |
| Solidaridad       | 1 - 0     | Alianza Naranjal        | La Florida  | Rímac         | 22 de mayo | 15:00   |

| Fecha 3 (cancha neutral) | Fecha 3 (cancha neutral) | Fecha 3 (cancha neutral) | Fecha 3 (cancha neutral) | Fecha 3 (cancha neutral) | Fecha 3 (cancha neutral) | Fecha 3 (cancha neutral) |
| Equipo 1                 | Resultado                | Equipo 2                 | Estadio                  | Distrito                 | Fecha                    | Hora                     |
| ------------------------ | ------------------------ | ------------------------ | ------------------------ | ------------------------ | ------------------------ | ------------------------ |
| Alianza Naranjal         | 2 - 1                    | Academia Juventud Comas  | El Ermitaño              | Independencia            | 28 de mayo               | 16:00                    |
| Solidaridad              | 2 - 0                    | Sport Estudiantil        | Colegio Ricardo Bentín   | Rímac                    | 28 de mayo               | 18:00                    |

### Grupo 15
| Equipo                  | Pts. | PJ | PG | PE | PP | GF | GC | DG |
| ----------------------- | ---- | -- | -- | -- | -- | -- | -- | -- |
| UMA                     | 7    | 3  | 2  | 1  | 0  | 6  | 4  | +2 |
| Sportivo Juventud Comas | 6    | 3  | 2  | 0  | 1  | 4  | 2  | +2 |
| El Cruce                | 4    | 3  | 1  | 1  | 1  | 5  | 4  | +1 |
| Santa Cruz              | 0    | 3  | 0  | 0  | 3  | 1  | 6  | –5 |

| Fecha 1                 | Fecha 1   | Fecha 1    | Fecha 1              | Fecha 1    | Fecha 1    | Fecha 1 |
| Local                   | Resultado | Visitante  | Estadio              | Distrito   | Fecha      | Hora    |
| ----------------------- | --------- | ---------- | -------------------- | ---------- | ---------- | ------- |
| Sportivo Juventud Comas | 1 - 0     | Santa Cruz | Daniel Hernani Tovar | Comas      | 15 de mayo | 16:00   |
| UMA                     | 2 - 2     | El Cruce   | Plaza Cívica de Pro  | Los Olivos | 15 de mayo | 16:30   |

| Fecha 2    | Fecha 2   | Fecha 2                 | Fecha 2                | Fecha 2       | Fecha 2    | Fecha 2 |
| Local      | Resultado | Visitante               | Estadio                | Distrito      | Fecha      | Hora    |
| ---------- | --------- | ----------------------- | ---------------------- | ------------- | ---------- | ------- |
| Santa Cruz | 1 - 2     | UMA                     | Colegio Ricardo Bentín | Rímac         | 21 de mayo | 19:00   |
| El Cruce   | 0 - 2     | Sportivo Juventud Comas | El Ermitaño            | Independencia | 22 de mayo | 15:30   |

| Fecha 3 (cancha neutral) | Fecha 3 (cancha neutral) | Fecha 3 (cancha neutral) | Fecha 3 (cancha neutral)   | Fecha 3 (cancha neutral) | Fecha 3 (cancha neutral) | Fecha 3 (cancha neutral) |
| Equipo 1                 | Resultado                | Equipo 2                 | Estadio                    | Distrito                 | Fecha                    | Hora                     |
| ------------------------ | ------------------------ | ------------------------ | -------------------------- | ------------------------ | ------------------------ | ------------------------ |
| El Cruce                 | 3 - 0                    | Santa Cruz               | Daniel Hernani Tovar       | Comas                    | 28 de mayo               | 16:00                    |
| UMA                      | 2 - 1                    | Sportivo Juventud Comas  | Municipal de Puente Piedra | Puente Piedra            | 29 de mayo               | 16:00                    |

### Grupo 16
| Equipo                   | Pts. | PJ | PG | PE | PP | GF | GC | DG  |
| ------------------------ | ---- | -- | -- | -- | -- | -- | -- | --- |
| CADRE                    | 7    | 3  | 2  | 1  | 0  | 5  | 0  | +5  |
| Soccer Star              | 5    | 3  | 1  | 2  | 0  | 5  | 3  | +2  |
| Atlético Laderas         | 4    | 3  | 1  | 1  | 1  | 10 | 5  | +5  |
| Escuela Deportiva El Rey | 0    | 3  | 0  | 0  | 3  | 1  | 13 | –12 |

| Fecha 1                  | Fecha 1   | Fecha 1          | Fecha 1                        | Fecha 1  | Fecha 1    | Fecha 1 |
| Local                    | Resultado | Visitante        | Estadio                        | Distrito | Fecha      | Hora    |
| ------------------------ | --------- | ---------------- | ------------------------------ | -------- | ---------- | ------- |
| CADRE                    | 1 - 0     | Atlético Laderas | Municipal Alejandro Villanueva | Rímac    | 14 de mayo | 19:00   |
| Escuela Deportiva El Rey | 0 - 2     | Soccer Star      | IPD José Balta                 | Ancón    | 15 de mayo | 14:00   |

| Fecha 2          | Fecha 2   | Fecha 2                  | Fecha 2                    | Fecha 2       | Fecha 2    | Fecha 2 |
| Local            | Resultado | Visitante                | Estadio                    | Distrito      | Fecha      | Hora    |
| ---------------- | --------- | ------------------------ | -------------------------- | ------------- | ---------- | ------- |
| Soccer Star      | 0 - 0     | CADRE                    | El Coloso                  | Comas         | 21 de mayo | 16:45   |
| Atlético Laderas | 7 - 1     | Escuela Deportiva El Rey | Municipal de Puente Piedra | Puente Piedra | 22 de mayo | 16:00   |

| Fecha 3 (cancha neutral) | Fecha 3 (cancha neutral) | Fecha 3 (cancha neutral) | Fecha 3 (cancha neutral) | Fecha 3 (cancha neutral) | Fecha 3 (cancha neutral) | Fecha 3 (cancha neutral) |
| Equipo 1                 | Resultado                | Equipo 2                 | Estadio                  | Distrito                 | Fecha                    | Hora                     |
| ------------------------ | ------------------------ | ------------------------ | ------------------------ | ------------------------ | ------------------------ | ------------------------ |
| Atlético Laderas         | 3 - 3                    | Soccer Star              | Daniel Hernani Tovar     | Comas                    | 28 de mayo               | 14:00                    |
| CADRE                    | 4 - 0                    | Escuela Deportiva El Rey | El Ermitaño              | Independencia            | 28 de mayo               | 14:00                    |

### Grupo 17
| Equipo                   | Pts. | PJ | PG | PE | PP | GF | GC | DG |
| ------------------------ | ---- | -- | -- | -- | -- | -- | -- | -- |
| Independiente San Felipe | 9    | 3  | 3  | 0  | 0  | 7  | 3  | +4 |
| Olimpya de Campeones     | 6    | 3  | 2  | 0  | 1  | 3  | 2  | +1 |
| Juventus Puente Piedra   | 1    | 3  | 0  | 1  | 2  | 3  | 5  | –2 |
| Leoncio Prado            | 1    | 3  | 0  | 1  | 2  | 5  | 8  | –3 |

| Fecha 1              | Fecha 1   | Fecha 1                  | Fecha 1                        | Fecha 1  | Fecha 1    | Fecha 1 |
| Local                | Resultado | Visitante                | Estadio                        | Distrito | Fecha      | Hora    |
| -------------------- | --------- | ------------------------ | ------------------------------ | -------- | ---------- | ------- |
| Leoncio Prado        | 2 - 4     | Independiente San Felipe | IPD José Balta                 | Ancón    | 15 de mayo | 12:00   |
| Olimpya de Campeones | 1 - 0     | Juventus Puente Piedra   | Municipal Alejandro Villanueva | Rímac    | 15 de mayo | 16:30   |

| Fecha 2                  | Fecha 2   | Fecha 2              | Fecha 2                    | Fecha 2       | Fecha 2    | Fecha 2 |
| Local                    | Resultado | Visitante            | Estadio                    | Distrito      | Fecha      | Hora    |
| ------------------------ | --------- | -------------------- | -------------------------- | ------------- | ---------- | ------- |
| Independiente San Felipe | 1 - 0     | Olimpya de Campeones | El Coloso                  | Comas         | 22 de mayo | 16:30   |
| Juventus Puente Piedra   | 2 - 2     | Leoncio Prado        | Municipal de Puente Piedra | Puente Piedra | 22 de mayo | 18:00   |

| Fecha 3 (cancha neutral) | Fecha 3 (cancha neutral) | Fecha 3 (cancha neutral) | Fecha 3 (cancha neutral) | Fecha 3 (cancha neutral) | Fecha 3 (cancha neutral) | Fecha 3 (cancha neutral) |
| Equipo 1                 | Resultado                | Equipo 2                 | Estadio                  | Distrito                 | Fecha                    | Hora                     |
| ------------------------ | ------------------------ | ------------------------ | ------------------------ | ------------------------ | ------------------------ | ------------------------ |
| Juventus Puente Piedra   | 1 - 2                    | Independiente San Felipe | Daniel Hernani Tovar     | Comas                    | 29 de mayo               | 14:00                    |
| Olimpya de Campeones     | 2 - 1                    | Leoncio Prado            | El Ermitaño              | Independencia            | 29 de mayo               | 14:00                    |

### Grupo 18
| Equipo            | Pts. | PJ | PG | PE | PP | GF | GC | DG |
| ----------------- | ---- | -- | -- | -- | -- | -- | -- | -- |
| Deportivo Marañón | 6    | 3  | 2  | 0  | 1  | 10 | 4  | +6 |
| Cultural Poeta    | 6    | 3  | 2  | 0  | 1  | 9  | 5  | +4 |
| Gonzales Prada    | 6    | 3  | 2  | 0  | 1  | 5  | 8  | –3 |
| Coovitiomar       | 0    | 3  | 0  | 0  | 3  | 1  | 8  | –7 |

| Fecha 1        | Fecha 1   | Fecha 1           | Fecha 1                        | Fecha 1  | Fecha 1    | Fecha 1 |
| Local          | Resultado | Visitante         | Estadio                        | Distrito | Fecha      | Hora    |
| -------------- | --------- | ----------------- | ------------------------------ | -------- | ---------- | ------- |
| Gonzales Prada | 2 - 1     | Cultural Poeta    | Municipal Alejandro Villanueva | Rímac    | 14 de mayo | 21:00   |
| Coovitiomar    | 0 - 1     | Deportivo Marañón | IPD José Balta                 | Ancón    | 15 de mayo | 16:00   |

| Fecha 2           | Fecha 2   | Fecha 2        | Fecha 2                    | Fecha 2       | Fecha 2    | Fecha 2 |
| Local             | Resultado | Visitante      | Estadio                    | Distrito      | Fecha      | Hora    |
| ----------------- | --------- | -------------- | -------------------------- | ------------- | ---------- | ------- |
| Cultural Poeta    | 4 - 0     | Coovitiomar    | Municipal de Puente Piedra | Puente Piedra | 22 de mayo | 14:00   |
| Deportivo Marañón | 6 - 0     | Gonzales Prada | Lolo Fernández             | Carabayllo    | 22 de mayo | 15:30   |

| Fecha 3 (cancha neutral) | Fecha 3 (cancha neutral) | Fecha 3 (cancha neutral) | Fecha 3 (cancha neutral) | Fecha 3 (cancha neutral) | Fecha 3 (cancha neutral) | Fecha 3 (cancha neutral) |
| Equipo 1                 | Resultado                | Equipo 2                 | Estadio                  | Distrito                 | Fecha                    | Hora                     |
| ------------------------ | ------------------------ | ------------------------ | ------------------------ | ------------------------ | ------------------------ | ------------------------ |
| Cultural Poeta           | 4 - 3                    | Deportivo Marañón        | Daniel Hernani Tovar     | Comas                    | 29 de mayo               | 16:00                    |
| Gonzales Prada           | 3 - 1                    | Coovitiomar              | El Ermitaño              | Independencia            | 29 de mayo               | 16:00                    |

### Grupo 19
| Equipo                     | Pts. | PJ | PG | PE | PP | GF | GC | DG  |
| -------------------------- | ---- | -- | -- | -- | -- | -- | -- | --- |
| Géminis                    | 9    | 3  | 3  | 0  | 0  | 17 | 1  | +16 |
| FC Católica                | 6    | 3  | 2  | 0  | 1  | 6  | 7  | –1  |
| Independiente Nueva Lima   | 3    | 3  | 1  | 0  | 2  | 6  | 9  | –3  |
| Independiente Jorge Chávez | 0    | 3  | 0  | 0  | 3  | 4  | 16 | –12 |

| Fecha 1                  | Fecha 1   | Fecha 1                    | Fecha 1                | Fecha 1     | Fecha 1    | Fecha 1 |
| Local                    | Resultado | Visitante                  | Estadio                | Distrito    | Fecha      | Hora    |
| ------------------------ | --------- | -------------------------- | ---------------------- | ----------- | ---------- | ------- |
| Géminis                  | 8 - 0     | Independiente Jorge Chávez | Daniel Hernani Tovar   | Comas       | 15 de mayo | 12:00   |
| Independiente Nueva Lima | 1 - 2     | FC Católica                | Marcelino Ccaico Arone | El Agustino | 15 de mayo | 12:00   |

| Fecha 2                    | Fecha 2   | Fecha 2                  | Fecha 2              | Fecha 2  | Fecha 2    | Fecha 2 |
| Local                      | Resultado | Visitante                | Estadio              | Distrito | Fecha      | Hora    |
| -------------------------- | --------- | ------------------------ | -------------------- | -------- | ---------- | ------- |
| FC Católica                | 1 - 5     | Géminis                  | Lolo Fernández       | Cercado  | 21 de mayo | 14:00   |
| Independiente Jorge Chávez | 3 - 5     | Independiente Nueva Lima | Municipal Los Sauces | Ate      | 22 de mayo | 12:00   |

| Fecha 3 (cancha neutral)   | Fecha 3 (cancha neutral) | Fecha 3 (cancha neutral) | Fecha 3 (cancha neutral) | Fecha 3 (cancha neutral) | Fecha 3 (cancha neutral) | Fecha 3 (cancha neutral) |
| Equipo 1                   | Resultado                | Equipo 2                 | Estadio                  | Distrito                 | Fecha                    | Hora                     |
| -------------------------- | ------------------------ | ------------------------ | ------------------------ | ------------------------ | ------------------------ | ------------------------ |
| Géminis                    | 4 - 0                    | Independiente Nueva Lima | Colegio Ricardo Bentín   | Rímac                    | 28 de mayo               | 22:00                    |
| Independiente Jorge Chávez | 1 - 3                    | FC Católica              | Colegio Ricardo Bentín   | Rímac                    | 29 de mayo               | 18:00                    |

### Grupo 20
| Equipo               | Pts. | PJ | PG | PE | PP | GF | GC | DG |
| -------------------- | ---- | -- | -- | -- | -- | -- | -- | -- |
| Amistad Perú Junior  | 7    | 3  | 2  | 1  | 0  | 4  | 1  | +3 |
| Leones de San Marcos | 5    | 3  | 1  | 2  | 0  | 6  | 4  | +2 |
| Integración San Luis | 4    | 3  | 1  | 1  | 1  | 3  | 3  | 0  |
| Unión Misti          | 0    | 3  | 0  | 0  | 3  | 1  | 6  | –5 |

| Fecha 1             | Fecha 1   | Fecha 1              | Fecha 1                    | Fecha 1  | Fecha 1    | Fecha 1 |
| Local               | Resultado | Visitante            | Estadio                    | Distrito | Fecha      | Hora    |
| ------------------- | --------- | -------------------- | -------------------------- | -------- | ---------- | ------- |
| Unión Misti         | 1 - 3     | Leones de San Marcos | Las Flores de Jicamarca    | SJL      | 15 de mayo | 12:00   |
| Amistad Perú Junior | 1 - 0     | Integración San Luis | Héctor Chumpitaz - Campo 1 | VMT      | 15 de mayo | 15:00   |

| Fecha 2              | Fecha 2   | Fecha 2             | Fecha 2              | Fecha 2    | Fecha 2    | Fecha 2 |
| Local                | Resultado | Visitante           | Estadio              | Distrito   | Fecha      | Hora    |
| -------------------- | --------- | ------------------- | -------------------- | ---------- | ---------- | ------- |
| Leones de San Marcos | 1 - 1     | Amistad Perú Junior | Adelfo Magallanes    | San Miguel | 21 de mayo | 13:30   |
| Integración San Luis | 1 - 0     | Unión Misti         | Municipal Los Sauces | Ate        | 22 de mayo | 14:00   |

| Fecha 3 (cancha neutral) | Fecha 3 (cancha neutral) | Fecha 3 (cancha neutral) | Fecha 3 (cancha neutral)   | Fecha 3 (cancha neutral) | Fecha 3 (cancha neutral) | Fecha 3 (cancha neutral) |
| Equipo 1                 | Resultado                | Equipo 2                 | Estadio                    | Distrito                 | Fecha                    | Hora                     |
| ------------------------ | ------------------------ | ------------------------ | -------------------------- | ------------------------ | ------------------------ | ------------------------ |
| Amistad Perú Junior      | 2 - 0                    | Unión Misti              | ASODE - José Gálvez        | VMT                      | 28 de mayo               | 16:00                    |
| Integración San Luis     | 2 - 2                    | Leones de San Marcos     | Héctor Chumpitaz - Campo 1 | VMT                      | 29 de mayo               | 16:00                    |

### Grupo 21
| Equipo              | Pts. | PJ | PG | PE | PP | GF | GC | DG  |
| ------------------- | ---- | -- | -- | -- | -- | -- | -- | --- |
| Estudiantil Ascope  | 7    | 3  | 2  | 1  | 0  | 9  | 1  | +8  |
| Defensor Los Sauces | 5    | 3  | 1  | 2  | 0  | 7  | 4  | +3  |
| AELU                | 4    | 3  | 1  | 1  | 1  | 11 | 4  | +7  |
| ADEF                | 0    | 3  | 0  | 0  | 3  | 3  | 21 | –18 |

| Fecha 1 | Fecha 1   | Fecha 1             | Fecha 1                   | Fecha 1      | Fecha 1    | Fecha 1 |
| Local   | Resultado | Visitante           | Estadio                   | Distrito     | Fecha      | Hora    |
| ------- | --------- | ------------------- | ------------------------- | ------------ | ---------- | ------- |
| ADEF    | 0 - 6     | Estudiantil Ascope  | Complejo Deportivo Yauyos | Chosica      | 14 de mayo | 14:00   |
| AELU    | 1 - 1     | Defensor Los Sauces | La Unión - AELU           | Pueblo Libre | 14 de mayo | 15:30   |

| Fecha 2             | Fecha 2   | Fecha 2   | Fecha 2              | Fecha 2  | Fecha 2    | Fecha 2 |
| Local               | Resultado | Visitante | Estadio              | Distrito | Fecha      | Hora    |
| ------------------- | --------- | --------- | -------------------- | -------- | ---------- | ------- |
| Estudiantil Ascope  | 2 - 0     | AELU      | Lolo Fernández       | Cercado  | 21 de mayo | 16:00   |
| Defensor Los Sauces | 5 - 2     | ADEF      | Municipal Los Sauces | Ate      | 22 de mayo | 16:00   |

| Fecha 3 (cancha neutral) | Fecha 3 (cancha neutral) | Fecha 3 (cancha neutral) | Fecha 3 (cancha neutral)   | Fecha 3 (cancha neutral) | Fecha 3 (cancha neutral) | Fecha 3 (cancha neutral) |
| Equipo 1                 | Resultado                | Equipo 2                 | Estadio                    | Distrito                 | Fecha                    | Hora                     |
| ------------------------ | ------------------------ | ------------------------ | -------------------------- | ------------------------ | ------------------------ | ------------------------ |
| AELU                     | 10 - 1                   | ADEF                     | Héctor Chumpitaz - Campo 1 | VMT                      | 29 de mayo               | 12:00                    |
| Defensor Los Sauces      | 1 - 1                    | Estudiantil Ascope       | Héctor Chumpitaz - Campo 1 | VMT                      | 29 de mayo               | 14:00                    |

### Grupo 22
| Equipo                   | Pts. | PJ | PG | PE | PP | GF | GC | DG |
| ------------------------ | ---- | -- | -- | -- | -- | -- | -- | -- |
| Santa Rosa El Ángel      | 9    | 3  | 3  | 0  | 0  | 9  | 3  | +6 |
| Deportivo Zela           | 6    | 3  | 2  | 0  | 1  | 6  | 5  | +1 |
| Deportivo Lari           | 3    | 3  | 1  | 0  | 2  | 3  | 4  | –1 |
| Defensor Lima Carasucias | 0    | 3  | 0  | 0  | 3  | 0  | 6  | –6 |

| Fecha 1        | Fecha 1   | Fecha 1                  | Fecha 1                  | Fecha 1     | Fecha 1    | Fecha 1 |
| Local          | Resultado | Visitante                | Estadio                  | Distrito    | Fecha      | Hora    |
| -------------- | --------- | ------------------------ | ------------------------ | ----------- | ---------- | ------- |
| Deportivo Lari | 1 - 0     | Defensor Lima Carasucias | Municipal de San Luis    | San Luis    | 14 de mayo | 15:00   |
| Deportivo Zela | 2 - 4     | Santa Rosa El Ángel      | Municipal Campo de Marte | Jesús María | 15 de mayo | 21:00   |

| Fecha 2                  | Fecha 2   | Fecha 2        | Fecha 2                     | Fecha 2     | Fecha 2    | Fecha 2 |
| Local                    | Resultado | Visitante      | Estadio                     | Distrito    | Fecha      | Hora    |
| ------------------------ | --------- | -------------- | --------------------------- | ----------- | ---------- | ------- |
| Santa Rosa El Ángel      | 2 - 1     | Deportivo Lari | Marcelino Ccaico Arone      | El Agustino | 21 de mayo | 16:00   |
| Defensor Lima Carasucias | 0 - 2     | Deportivo Zela | Municipal San Juan Bautista | Chorrillos  | 21 de mayo | 18:00   |

| Fecha 3 (cancha neutral) | Fecha 3 (cancha neutral) | Fecha 3 (cancha neutral) | Fecha 3 (cancha neutral)        | Fecha 3 (cancha neutral) | Fecha 3 (cancha neutral) | Fecha 3 (cancha neutral) |
| Equipo 1                 | Resultado                | Equipo 2                 | Estadio                         | Distrito                 | Fecha                    | Hora                     |
| ------------------------ | ------------------------ | ------------------------ | ------------------------------- | ------------------------ | ------------------------ | ------------------------ |
| Santa Rosa El Ángel      | 3 - 0                    | Defensor Lima Carasucias | Municipal Julio Montjoy Guizado | Surco                    | 29 de mayo               | 12:00                    |
| Deportivo Zela           | 2 - 1                    | Deportivo Lari           | Marcelino Ccaico Arone          | El Agustino              | 29 de mayo               | 12:00                    |

### Grupo 23
| Equipo            | Pts. | PJ | PG | PE | PP | GF | GC | DG |
| ----------------- | ---- | -- | -- | -- | -- | -- | -- | -- |
| Galaxie 901       | 6    | 3  | 2  | 0  | 1  | 5  | 4  | +1 |
| Cultural Progreso | 4    | 3  | 1  | 1  | 1  | 5  | 5  | 0  |
| Deportivo Chelsea | 4    | 3  | 1  | 1  | 1  | 5  | 5  | 0  |
| Pegaso FC         | 3    | 3  | 1  | 0  | 2  | 6  | 7  | –1 |

| Fecha 1     | Fecha 1   | Fecha 1           | Fecha 1                  | Fecha 1     | Fecha 1    | Fecha 1 |
| Local       | Resultado | Visitante         | Estadio                  | Distrito    | Fecha      | Hora    |
| ----------- | --------- | ----------------- | ------------------------ | ----------- | ---------- | ------- |
| Pegaso FC   | 3 - 2     | Deportivo Chelsea | Marcelino Ccaico Arone   | El Agustino | 15 de mayo | 16:00   |
| Galaxie 901 | 2 - 1     | Cultural Progreso | Municipal Campo de Marte | Jesús María | 15 de mayo | 19:00   |

| Fecha 2           | Fecha 2   | Fecha 2     | Fecha 2                | Fecha 2     | Fecha 2    | Fecha 2 |
| Local             | Resultado | Visitante   | Estadio                | Distrito    | Fecha      | Hora    |
| ----------------- | --------- | ----------- | ---------------------- | ----------- | ---------- | ------- |
| Cultural Progreso | 3 - 2     | Pegaso FC   | Marcelino Ccaico Arone | El Agustino | 22 de mayo | 16:00   |
| Deportivo Chelsea | 2 - 1     | Galaxie 901 | Municipal de Cocharcas | Chorrillos  | 22 de mayo | 16:00   |

| Fecha 3 (cancha neutral) | Fecha 3 (cancha neutral) | Fecha 3 (cancha neutral) | Fecha 3 (cancha neutral)        | Fecha 3 (cancha neutral) | Fecha 3 (cancha neutral) | Fecha 3 (cancha neutral) |
| Equipo 1                 | Resultado                | Equipo 2                 | Estadio                         | Distrito                 | Fecha                    | Hora                     |
| ------------------------ | ------------------------ | ------------------------ | ------------------------------- | ------------------------ | ------------------------ | ------------------------ |
| Cultural Progreso        | 1 - 1                    | Deportivo Chelsea        | Municipal Julio Montjoy Guizado | Surco                    | 29 de mayo               | 16:00                    |
| Galaxie 901              | 2 - 1                    | Pegaso FC                | Marcelino Ccaico Arone          | El Agustino              | 29 de mayo               | 16:00                    |

### Grupo 24
| Equipo               | Pts. | PJ | PG | PE | PP | GF | GC | DG  |
| -------------------- | ---- | -- | -- | -- | -- | -- | -- | --- |
| Arsenal Jesús María  | 7    | 3  | 2  | 1  | 0  | 16 | 2  | +14 |
| UPCI Computronic     | 6    | 3  | 2  | 0  | 1  | 8  | 5  | +3  |
| Parques del Agustino | 4    | 3  | 1  | 1  | 1  | 6  | 4  | +2  |
| Independiente Aselsa | 0    | 3  | 0  | 0  | 3  | 1  | 20 | –19 |

| Fecha 1              | Fecha 1   | Fecha 1              | Fecha 1                  | Fecha 1     | Fecha 1    | Fecha 1 |
| Local                | Resultado | Visitante            | Estadio                  | Distrito    | Fecha      | Hora    |
| -------------------- | --------- | -------------------- | ------------------------ | ----------- | ---------- | ------- |
| Independiente Aselsa | 1 - 6     | UPCI Computronic     | Marcelino Ccaico Arone   | El Agustino | 15 de mayo | 14:00   |
| Arsenal Jesús María  | 2 - 2     | Parques del Agustino | Municipal Campo de Marte | Jesús María | 15 de mayo | 17:00   |

| Fecha 2              | Fecha 2   | Fecha 2              | Fecha 2                     | Fecha 2     | Fecha 2    | Fecha 2 |
| Local                | Resultado | Visitante            | Estadio                     | Distrito    | Fecha      | Hora    |
| -------------------- | --------- | -------------------- | --------------------------- | ----------- | ---------- | ------- |
| Parques del Agustino | 3 - 0     | Independiente Aselsa | Marcelino Ccaico Arone      | El Agustino | 22 de mayo | 14:00   |
| UPCI Computronic     | 0 - 3     | Arsenal Jesús María  | Club Internacional Revólver | Rímac       | 22 de mayo | 15:00   |

| Fecha 3 (cancha neutral) | Fecha 3 (cancha neutral) | Fecha 3 (cancha neutral) | Fecha 3 (cancha neutral)        | Fecha 3 (cancha neutral) | Fecha 3 (cancha neutral) | Fecha 3 (cancha neutral) |
| Equipo 1                 | Resultado                | Equipo 2                 | Estadio                         | Distrito                 | Fecha                    | Hora                     |
| ------------------------ | ------------------------ | ------------------------ | ------------------------------- | ------------------------ | ------------------------ | ------------------------ |
| Parques del Agustino     | 1 - 2                    | UPCI Computronic         | Municipal Julio Montjoy Guizado | Surco                    | 29 de mayo               | 14:00                    |
| Arsenal Jesús María      | 11 - 0                   | Independiente Aselsa     | Marcelino Ccaico Arone          | El Agustino              | 29 de mayo               | 14:00                    |

### Grupo 25
| Equipo                 | Pts. | PJ | PG | PE | PP | GF | GC | DG |
| ---------------------- | ---- | -- | -- | -- | -- | -- | -- | -- |
| Chosica FC             | 9    | 3  | 3  | 0  | 0  | 10 | 2  | +8 |
| Alejandro Zevallos     | 4    | 3  | 1  | 1  | 1  | 3  | 6  | –3 |
| Academia GUIOFA        | 3    | 3  | 1  | 0  | 2  | 4  | 3  | +1 |
| Óscar Benavides (Ret.) | 1    | 3  | 0  | 1  | 2  | 1  | 7  | –6 |

| Fecha 1         | Fecha 1   | Fecha 1            | Fecha 1                          | Fecha 1  | Fecha 1    | Fecha 1 |
| Local           | Resultado | Visitante          | Estadio                          | Distrito | Fecha      | Hora    |
| --------------- | --------- | ------------------ | -------------------------------- | -------- | ---------- | ------- |
| Chosica FC      | 2 - 1     | Academia GUIOFA    | Municipal Hernán Solís García    | Chosica  | 14 de mayo | 16:00   |
| Óscar Benavides | 1 - 1     | Alejandro Zevallos | Complejo Deportivo Ollantaytambo | Ate      | 15 de mayo | 18:00   |

| Fecha 2            | Fecha 2      | Fecha 2         | Fecha 2                    | Fecha 2       | Fecha 2    | Fecha 2   |
| Local              | Resultado    | Visitante       | Estadio                    | Distrito      | Fecha      | Hora      |
| ------------------ | ------------ | --------------- | -------------------------- | ------------- | ---------- | --------- |
| Alejandro Zevallos | 1 - 5        | Chosica FC      | Municipal de Puente Piedra | Puente Piedra | 22 de mayo | 12:00     |
| Academia GUIOFA    | 3 - 0 (w.o.) | Óscar Benavides | Cancelado                  | Cancelado     | Cancelado  | Cancelado |

| Fecha 3 (cancha neutral) | Fecha 3 (cancha neutral) | Fecha 3 (cancha neutral) | Fecha 3 (cancha neutral) | Fecha 3 (cancha neutral) | Fecha 3 (cancha neutral) | Fecha 3 (cancha neutral) |
| Equipo 1                 | Resultado                | Equipo 2                 | Estadio                  | Distrito                 | Fecha                    | Hora                     |
| ------------------------ | ------------------------ | ------------------------ | ------------------------ | ------------------------ | ------------------------ | ------------------------ |
| Alejandro Zevallos       | 1 - 0                    | Academia GUIOFA          | El Ermitaño              | Independencia            | 29 de mayo               | 12:00                    |
| Chosica FC               | 3 - 0 (w.o.)             | Óscar Benavides          | Cancelado                | Cancelado                | Cancelado                | Cancelado                |

### Grupo 26
| Equipo                 | Pts. | PJ | PG | PE | PP | GF | GC | DG  |
| ---------------------- | ---- | -- | -- | -- | -- | -- | -- | --- |
| Sánchez Carrión        | 9    | 3  | 3  | 0  | 0  | 7  | 1  | +6  |
| Defensor SJL Victorias | 6    | 3  | 2  | 0  | 1  | 13 | 4  | +9  |
| Cosmos de Lima Norte   | 3    | 3  | 1  | 0  | 2  | 5  | 5  | 0   |
| Furygangs              | 0    | 3  | 0  | 0  | 3  | 1  | 16 | –15 |

| Fecha 1              | Fecha 1   | Fecha 1                | Fecha 1     | Fecha 1       | Fecha 1    | Fecha 1 |
| Local                | Resultado | Visitante              | Estadio     | Distrito      | Fecha      | Hora    |
| -------------------- | --------- | ---------------------- | ----------- | ------------- | ---------- | ------- |
| Sánchez Carrión      | 2 - 0     | Defensor SJL Victorias | El Ermitaño | Independencia | 14 de mayo | 16:00   |
| Cosmos de Lima Norte | 3 - 0     | Furygangs              | El Coloso   | Comas         | 14 de mayo | 18:00   |

| Fecha 2                | Fecha 2   | Fecha 2              | Fecha 2                 | Fecha 2  | Fecha 2    | Fecha 2 |
| Local                  | Resultado | Visitante            | Estadio                 | Distrito | Fecha      | Hora    |
| ---------------------- | --------- | -------------------- | ----------------------- | -------- | ---------- | ------- |
| Defensor SJL Victorias | 3 - 1     | Cosmos de Lima Norte | Huanca de Campoy        | SJL      | 21 de mayo | 15:15   |
| Furygangs              | 0 - 3     | Sánchez Carrión      | Tadeo Pasini de Huaycán | Ate      | 22 de mayo | 15:30   |

| Fecha 3 (cancha neutral) | Fecha 3 (cancha neutral) | Fecha 3 (cancha neutral) | Fecha 3 (cancha neutral)      | Fecha 3 (cancha neutral) | Fecha 3 (cancha neutral) | Fecha 3 (cancha neutral) |
| Equipo 1                 | Resultado                | Equipo 2                 | Estadio                       | Distrito                 | Fecha                    | Hora                     |
| ------------------------ | ------------------------ | ------------------------ | ----------------------------- | ------------------------ | ------------------------ | ------------------------ |
| Defensor SJL Victorias   | 10 - 1                   | Furygangs                | Municipal Hernán Solís García | Chosica                  | 29 de mayo               | 13:30                    |
| Sánchez Carrión          | 2 - 1                    | Cosmos de Lima Norte     | Municipal de Puente Piedra    | Puente Piedra            | 29 de mayo               | 14:00                    |

### Grupo 27
| Equipo              | Pts. | PJ | PG | PE | PP | GF | GC | DG  |
| ------------------- | ---- | -- | -- | -- | -- | -- | -- | --- |
| Academia Casta      | 7    | 3  | 2  | 1  | 0  | 7  | 3  | +4  |
| Internacional Lurín | 5    | 3  | 1  | 2  | 0  | 9  | 3  | +6  |
| Talentos SC Huaycán | 4    | 3  | 1  | 1  | 1  | 8  | 5  | +3  |
| CARF Leones         | 0    | 3  | 0  | 0  | 3  | 2  | 15 | –13 |

| Fecha 1             | Fecha 1   | Fecha 1             | Fecha 1                             | Fecha 1       | Fecha 1    | Fecha 1 |
| Local               | Resultado | Visitante           | Estadio                             | Distrito      | Fecha      | Hora    |
| ------------------- | --------- | ------------------- | ----------------------------------- | ------------- | ---------- | ------- |
| CARF Leones         | 1 - 2     | Academia Casta      | Campo deportivo Virgen De Cocharcas | SJL           | 14 de mayo | 16:00   |
| Internacional Lurín | 1 - 1     | Talentos SC Huaycán | Municipal Ramón Mifflin Páez        | Punta Hermosa | 15 de mayo | 14:00   |

| Fecha 2             | Fecha 2   | Fecha 2             | Fecha 2                 | Fecha 2     | Fecha 2    | Fecha 2 |
| Local               | Resultado | Visitante           | Estadio                 | Distrito    | Fecha      | Hora    |
| ------------------- | --------- | ------------------- | ----------------------- | ----------- | ---------- | ------- |
| Academia Casta      | 2 - 2     | Internacional Lurín | Marcelino Ccaico Arone  | El Agustino | 22 de mayo | 12:00   |
| Talentos SC Huaycán | 7 - 1     | CARF Leones         | Tadeo Pasini de Huaycán | Ate         | 22 de mayo | 13:30   |

| Fecha 3 (cancha neutral) | Fecha 3 (cancha neutral) | Fecha 3 (cancha neutral) | Fecha 3 (cancha neutral)   | Fecha 3 (cancha neutral) | Fecha 3 (cancha neutral) | Fecha 3 (cancha neutral) |
| Equipo 1                 | Resultado                | Equipo 2                 | Estadio                    | Distrito                 | Fecha                    | Hora                     |
| ------------------------ | ------------------------ | ------------------------ | -------------------------- | ------------------------ | ------------------------ | ------------------------ |
| Academia Casta           | 3 - 0                    | Talentos SC Huaycán      | ASODE - José Gálvez        | VMT                      | 28 de mayo               | 14:00                    |
| CARF Leones              | 0 - 6                    | Internacional Lurín      | Héctor Chumpitaz - Campo 2 | VMT                      | 29 de mayo               | 12:00                    |

### Grupo 28
| Equipo                | Pts. | PJ | PG | PE | PP | GF | GC | DG |
| --------------------- | ---- | -- | -- | -- | -- | -- | -- | -- |
| Independiente Guayabo | 7    | 3  | 2  | 1  | 0  | 2  | 0  | +2 |
| Cultural 13 de Enero  | 5    | 3  | 1  | 2  | 0  | 4  | 2  | +2 |
| Deportivo Jardín      | 3    | 3  | 1  | 0  | 2  | 5  | 4  | +1 |
| Nueva Generación      | 1    | 3  | 0  | 1  | 2  | 1  | 6  | –5 |

| Fecha 1               | Fecha 1   | Fecha 1              | Fecha 1                             | Fecha 1    | Fecha 1    | Fecha 1 |
| Local                 | Resultado | Visitante            | Estadio                             | Distrito   | Fecha      | Hora    |
| --------------------- | --------- | -------------------- | ----------------------------------- | ---------- | ---------- | ------- |
| Independiente Guayabo | 1 - 0     | Deportivo Jardín     | Municipal de Guayabo                | Pachacámac | 15 de mayo | 13:30   |
| Nueva Generación      | 1 - 1     | Cultural 13 de Enero | Liga de Fútbol de Villa El Salvador | VES        | 15 de mayo | 14:00   |

| Fecha 2              | Fecha 2   | Fecha 2               | Fecha 2                    | Fecha 2  | Fecha 2    | Fecha 2 |
| Local                | Resultado | Visitante             | Estadio                    | Distrito | Fecha      | Hora    |
| -------------------- | --------- | --------------------- | -------------------------- | -------- | ---------- | ------- |
| Cultural 13 de Enero | 0 - 0     | Independiente Guayabo | 28 de Mayo                 | SJM      | 22 de mayo | 12:00   |
| Deportivo Jardín     | 4 - 0     | Nueva Generación      | Héctor Chumpitaz - Campo 1 | VMT      | 22 de mayo | 15:45   |

| Fecha 3 (cancha neutral) | Fecha 3 (cancha neutral) | Fecha 3 (cancha neutral) | Fecha 3 (cancha neutral)   | Fecha 3 (cancha neutral) | Fecha 3 (cancha neutral) | Fecha 3 (cancha neutral) |
| Equipo 1                 | Resultado                | Equipo 2                 | Estadio                    | Distrito                 | Fecha                    | Hora                     |
| ------------------------ | ------------------------ | ------------------------ | -------------------------- | ------------------------ | ------------------------ | ------------------------ |
| Independiente Guayabo    | 1 - 0                    | Nueva Generación         | Campo deportivo Cale Sport | VMT                      | 29 de mayo               | 14:00                    |
| Deportivo Jardín         | 1 - 3                    | Cultural 13 de Enero     | El Ermitaño                | Independencia            | 29 de mayo               | 20:00                    |

### Grupo 29
| Equipo            | Pts. | PJ | PG | PE | PP | GF | GC | DG |
| ----------------- | ---- | -- | -- | -- | -- | -- | -- | -- |
| Real Unión        | 7    | 3  | 2  | 1  | 0  | 9  | 3  | +6 |
| Arriba Huracán    | 5    | 3  | 1  | 2  | 0  | 6  | 2  | +4 |
| Atlético San Juan | 2    | 3  | 0  | 2  | 1  | 3  | 6  | –3 |
| San Fernando      | 1    | 3  | 0  | 1  | 2  | 2  | 9  | –7 |

| Fecha 1        | Fecha 1   | Fecha 1           | Fecha 1                             | Fecha 1    | Fecha 1    | Fecha 1 |
| Local          | Resultado | Visitante         | Estadio                             | Distrito   | Fecha      | Hora    |
| -------------- | --------- | ----------------- | ----------------------------------- | ---------- | ---------- | ------- |
| Arriba Huracán | 0 - 0     | Atlético San Juan | Liga de Fútbol de Villa El Salvador | VES        | 15 de mayo | 12:00   |
| San Fernando   | 0 - 3     | Real Unión        | Municipal de Guayabo                | Pachacámac | 15 de mayo | 15:30   |

| Fecha 2           | Fecha 2   | Fecha 2        | Fecha 2                    | Fecha 2  | Fecha 2    | Fecha 2 |
| Local             | Resultado | Visitante      | Estadio                    | Distrito | Fecha      | Hora    |
| ----------------- | --------- | -------------- | -------------------------- | -------- | ---------- | ------- |
| Real Unión        | 2 - 2     | Arriba Huracán | Héctor Chumpitaz - Campo 1 | VMT      | 22 de mayo | 13:45   |
| Atlético San Juan | 2 - 2     | San Fernando   | 28 de Mayo                 | SJM      | 22 de mayo | 16:00   |

| Fecha 3 (cancha neutral) | Fecha 3 (cancha neutral) | Fecha 3 (cancha neutral) | Fecha 3 (cancha neutral)    | Fecha 3 (cancha neutral) | Fecha 3 (cancha neutral) | Fecha 3 (cancha neutral) |
| Equipo 1                 | Resultado                | Equipo 2                 | Estadio                     | Distrito                 | Fecha                    | Hora                     |
| ------------------------ | ------------------------ | ------------------------ | --------------------------- | ------------------------ | ------------------------ | ------------------------ |
| Real Unión               | 4 - 1                    | Atlético San Juan        | Municipal San Juan Bautista | Chorrillos               | 28 de mayo               | 16:00                    |
| San Fernando             | 0 - 4                    | Arriba Huracán           | Campo deportivo Cale Sport  | VMT                      | 29 de mayo               | 12:00                    |

### Grupo 30
| Equipo                 | Pts. | PJ | PG | PE | PP | GF | GC | DG  |
| ---------------------- | ---- | -- | -- | -- | -- | -- | -- | --- |
| Asociación Cosmos      | 9    | 3  | 3  | 0  | 0  | 11 | 1  | +10 |
| FBC Juniors de América | 6    | 3  | 2  | 0  | 1  | 10 | 4  | +6  |
| Defensor José Gálvez   | 3    | 3  | 1  | 0  | 2  | 6  | 7  | –1  |
| Santa Rosa FBC         | 0    | 3  | 0  | 0  | 3  | 1  | 16 | –15 |

| Fecha 1              | Fecha 1   | Fecha 1                | Fecha 1                             | Fecha 1  | Fecha 1    | Fecha 1 |
| Local                | Resultado | Visitante              | Estadio                             | Distrito | Fecha      | Hora    |
| -------------------- | --------- | ---------------------- | ----------------------------------- | -------- | ---------- | ------- |
| Defensor José Gálvez | 2 - 3     | FBC Juniors de América | ASODE - José Gálvez                 | VMT      | 14 de mayo | 16:00   |
| Asociación Cosmos    | 6 - 0     | Santa Rosa FBC         | Liga de Fútbol de Villa El Salvador | VES      | 15 de mayo | 16:00   |

| Fecha 2                | Fecha 2   | Fecha 2              | Fecha 2                    | Fecha 2  | Fecha 2    | Fecha 2 |
| Local                  | Resultado | Visitante            | Estadio                    | Distrito | Fecha      | Hora    |
| ---------------------- | --------- | -------------------- | -------------------------- | -------- | ---------- | ------- |
| FBC Juniors de América | 0 - 1     | Asociación Cosmos    | Héctor Chumpitaz - Campo 1 | VMT      | 22 de mayo | 11:45   |
| Santa Rosa FBC         | 0 - 3     | Defensor José Gálvez | 28 de Mayo                 | SJM      | 22 de mayo | 14:00   |

| Fecha 3 (cancha neutral) | Fecha 3 (cancha neutral) | Fecha 3 (cancha neutral) | Fecha 3 (cancha neutral)   | Fecha 3 (cancha neutral) | Fecha 3 (cancha neutral) | Fecha 3 (cancha neutral) |
| Equipo 1                 | Resultado                | Equipo 2                 | Estadio                    | Distrito                 | Fecha                    | Hora                     |
| ------------------------ | ------------------------ | ------------------------ | -------------------------- | ------------------------ | ------------------------ | ------------------------ |
| FBC Juniors de América   | 7 - 1                    | Santa Rosa FBC           | Campo deportivo Cale Sport | VMT                      | 28 de mayo               | 16:00                    |
| Asociación Cosmos        | 4 - 1                    | Defensor José Gálvez     | Campo deportivo Cale Sport | VMT                      | 29 de mayo               | 16:00                    |

### Grupo 31
| Equipo               | Pts. | PJ | PG | PE | PP | GF | GC | DG |
| -------------------- | ---- | -- | -- | -- | -- | -- | -- | -- |
| Liga V Collique      | 9    | 3  | 3  | 0  | 0  | 7  | 0  | +7 |
| Unión Estudiantil    | 6    | 3  | 2  | 0  | 1  | 8  | 4  | +4 |
| Juventud Villa María | 3    | 3  | 1  | 0  | 2  | 4  | 8  | –4 |
| Kurmi Soccer Juniors | 0    | 3  | 0  | 0  | 3  | 1  | 8  | –7 |

| Fecha 1              | Fecha 1   | Fecha 1              | Fecha 1                    | Fecha 1     | Fecha 1    | Fecha 1 |
| Local                | Resultado | Visitante            | Estadio                    | Distrito    | Fecha      | Hora    |
| -------------------- | --------- | -------------------- | -------------------------- | ----------- | ---------- | ------- |
| Kurmi Soccer Juniors | 0 - 2     | Liga V Collique      | Campo deportivo Cale Sport | VMT         | 14 de mayo | 16:00   |
| Unión Estudiantil    | 4 - 2     | Juventud Villa María | Marcelino Ccaico Arone     | El Agustino | 14 de mayo | 16:00   |

| Fecha 2              | Fecha 2   | Fecha 2              | Fecha 2                               | Fecha 2  | Fecha 2    | Fecha 2 |
| Local                | Resultado | Visitante            | Estadio                               | Distrito | Fecha      | Hora    |
| -------------------- | --------- | -------------------- | ------------------------------------- | -------- | ---------- | ------- |
| Liga V Collique      | 2 - 0     | Unión Estudiantil    | Campo deportivo Guadalupe de Collique | Comas    | 21 de mayo | 13:30   |
| Juventud Villa María | 2 - 1     | Kurmi Soccer Juniors | Lolo Fernández                        | Cercado  | 21 de mayo | 18:00   |

| Fecha 3 (cancha neutral) | Fecha 3 (cancha neutral) | Fecha 3 (cancha neutral) | Fecha 3 (cancha neutral)   | Fecha 3 (cancha neutral) | Fecha 3 (cancha neutral) | Fecha 3 (cancha neutral) |
| Equipo 1                 | Resultado                | Equipo 2                 | Estadio                    | Distrito                 | Fecha                    | Hora                     |
| ------------------------ | ------------------------ | ------------------------ | -------------------------- | ------------------------ | ------------------------ | ------------------------ |
| Liga V Collique          | 3 - 0                    | Juventud Villa María     | Campo deportivo Cale Sport | VMT                      | 28 de mayo               | 14:00                    |
| Kurmi Soccer Juniors     | 0 - 4                    | Unión Estudiantil        | Héctor Chumpitaz - Campo 1 | VMT                      | 28 de mayo               | 14:00                    |

### Grupo 32
| Equipo                           | Pts. | PJ | PG | PE | PP | GF | GC | DG |
| -------------------------------- | ---- | -- | -- | -- | -- | -- | -- | -- |
| Unión Collique                   | 7    | 3  | 2  | 1  | 0  | 6  | 4  | +2 |
| Universitario de Comas           | 5    | 3  | 1  | 2  | 0  | 6  | 5  | +1 |
| ESFER                            | 4    | 3  | 1  | 1  | 1  | 7  | 5  | +2 |
| Atlético Internacional Cristiano | 0    | 3  | 0  | 0  | 3  | 1  | 6  | –5 |

| Fecha 1                | Fecha 1   | Fecha 1                          | Fecha 1                               | Fecha 1  | Fecha 1    | Fecha 1 |
| Local                  | Resultado | Visitante                        | Estadio                               | Distrito | Fecha      | Hora    |
| ---------------------- | --------- | -------------------------------- | ------------------------------------- | -------- | ---------- | ------- |
| ESFER                  | 2 - 3     | Unión Collique                   | Campo deportivo Cale Sport            | VMT      | 14 de mayo | 14:00   |
| Universitario de Comas | 2 - 1     | Atlético Internacional Cristiano | Campo deportivo Guadalupe de Collique | Comas    | 15 de mayo | 15:00   |

| Fecha 2                          | Fecha 2   | Fecha 2                | Fecha 2                               | Fecha 2   | Fecha 2    | Fecha 2 |
| Local                            | Resultado | Visitante              | Estadio                               | Distrito  | Fecha      | Hora    |
| -------------------------------- | --------- | ---------------------- | ------------------------------------- | --------- | ---------- | ------- |
| Unión Collique                   | 2 - 2     | Universitario de Comas | Campo deportivo Guadalupe de Collique | Comas     | 21 de mayo | 15:30   |
| Atlético Internacional Cristiano | 0 - 3     | ESFER                  | Municipal de La Molina                | La Molina | 22 de mayo | 10:00   |

| Fecha 3 (cancha neutral) | Fecha 3 (cancha neutral) | Fecha 3 (cancha neutral)         | Fecha 3 (cancha neutral)      | Fecha 3 (cancha neutral) | Fecha 3 (cancha neutral) | Fecha 3 (cancha neutral) |
| Equipo 1                 | Resultado                | Equipo 2                         | Estadio                       | Distrito                 | Fecha                    | Hora                     |
| ------------------------ | ------------------------ | -------------------------------- | ----------------------------- | ------------------------ | ------------------------ | ------------------------ |
| Unión Collique           | 1 - 0                    | Atlético Internacional Cristiano | Héctor Chumpitaz - Campo 2    | VMT                      | 28 de mayo               | 16:00                    |
| ESFER                    | 2 - 2                    | Universitario de Comas           | Círculo Militar de Chorrillos | Chorrillos               | 28 de mayo               | 19:15                    |

## Fase Final

### Fase 2
| Llave | Fecha      | Distrito                | Estadio                             | Equipo 1                 | Resultado    | Equipo 2                        |
| ----- | ---------- | ----------------------- | ----------------------------------- | ------------------------ | ------------ | ------------------------------- |
| 1     | 4 de junio | El Agustino             | Marcelino Ccaico Arone              | Somos Olímpico           | 6:1          | Universitario de Comas          |
| 2     | 4 de junio | Independencia           | El Ermitaño                         | Unión Collique           | 3:3 (1:3 p.) | Real San Felipe                 |
| 3     | 4 de junio | Villa María del Triunfo | Campo deportivo Cale Sport          | Juventud Zela            | 1:1 (3:4 p.) | Unión Estudiantil               |
| 4     | 4 de junio | Independencia           | El Ermitaño                         | Liga V Collique          | 3:2          | Liz Dent                        |
| 5     | 5 de junio | Independencia           | El Ermitaño                         | AFE Cosmos International | 3:0          | FBC Juniors de América          |
| 6     | 5 de junio | El Agustino             | Marcelino Ccaico Arone              | Asociación Cosmos        | 1:0          | ADC Jungla                      |
| 7     | 5 de junio | Ate                     | Complejo Deportivo Ollantaytambo    | Ciclista Lima FC         | 6:1          | Arriba Huracán                  |
| 8     | 5 de junio | Independencia           | El Ermitaño                         | Real Unión               | 2:1          | Cultural Lima                   |
| 9     | 5 de junio | Ate                     | Complejo Deportivo Ollantaytambo    | Regatas Lima             | 0:1          | Cultural 13 de Enero            |
| 10    | 5 de junio | Independencia           | El Ermitaño                         | Independiente Guayabo    | 1:5          | Huracán Chorrillos              |
| 11    | 4 de junio | Villa María del Triunfo | Héctor Chumpitaz - Campo 1          | Barranco City            | 3:1          | Internacional Lurín             |
| 12    | 5 de junio | San Borja               | Complejo Polideportivo de San Borja | Academia Casta           | 0:2          | Circolo Sportivo Italiano       |
| 13    | 4 de junio | Independencia           | El Ermitaño                         | Fraternal Santa Clara    | 6:1          | Defensor SJL Victorias          |
| 14    | 5 de junio | El Agustino             | Marcelino Ccaico Arone              | Sánchez Carrión          | 3:0          | Sport Roy's                     |
| 15    | 5 de junio | Rímac                   | Colegio Ricardo Bentín              | Atlético Tornado         | 2:0          | Alejandro Zevallos              |
| 16    | 5 de junio | Chosica                 | Municipal Hernán Solís García       | Chosica FC               | 1:1 (4:3 p.) | Once Estrellas                  |
| 17    | 4 de junio | Villa María del Triunfo | Héctor Chumpitaz - Campo 1          | Sol de Vitarte           | 2:2 (5:4 p.) | UPCI Computronic                |
| 18    | 5 de junio | Villa María del Triunfo | Héctor Chumpitaz - Campo 1          | Arsenal Jesús María      | 2:2 (5:3 p.) | Deportivo Satélite              |
| 19    | 4 de junio | Independencia           | El Ermitaño                         | Defensor Lubricantes     | 1:1 (4:5 p.) | Cultural Progreso               |
| 20    | 5 de junio | Villa María del Triunfo | Héctor Chumpitaz - Campo 1          | Galaxie 901              | 1:0          | Virgen de Chapi FC              |
| 21    | 5 de junio | Villa María del Triunfo | Héctor Chumpitaz - Campo 1          | Dream Team Sports        | 2:0          | Deportivo Zela                  |
| 22    | 4 de junio | Villa María del Triunfo | Campo deportivo Cale Sport          | Santa Rosa El Ángel      | 3:2          | Ernesto Che Guevara             |
| 23    | 5 de junio | Ate                     | Complejo Deportivo Ollantaytambo    | La Era FBC               | 1:1 (3:4 p.) | Defensor Los Sauces             |
| 24    | 4 de junio | El Agustino             | Marcelino Ccaico Arone              | Estudiantil Ascope       | 2:0          | Estrella Roja De San Fernando   |
| 25    | 4 de junio | Rímac                   | Colegio Ricardo Bentín              | Virgen De Guadalupe      | 3:0          | Leones de San Marcos            |
| 26    | 5 de junio | El Agustino             | Marcelino Ccaico Arone              | Amistad Perú Junior      | 1:3          | Dinamico Imperial Tahuantinsuyo |
| 27    | 4 de junio | Rímac                   | Colegio Ricardo Bentín              | Academia Juventud Comas  | 2:1          | FC Católica                     |
| 28    | 5 de junio | Independencia           | El Ermitaño                         | Géminis                  | 0:3 (w.o.)   | Solidaridad                     |
| 29    | 4 de junio | Comas                   | Daniel Hernani Tovar                | UMA                      | 2:3          | Cultural Poeta                  |
| 30    | 5 de junio | Independencia           | El Ermitaño                         | Deportivo Marañón        | 1:1 (4:3 p.) | Sportivo Juventud Comas         |
| 31    | 4 de junio | Rímac                   | Municipal Alejandro Villanueva      | CADRE                    | 1:0          | Olimpya de Campeones            |
| 32    | 4 de junio | Comas                   | El Coloso                           | Independiente San Felipe | 6:0          | Soccer Star                     |

### Fase 3
| Llave | Fecha       | Distrito                | Estadio                          | Equipo 1                  | Resultado    | Equipo 2                        |
| ----- | ----------- | ----------------------- | -------------------------------- | ------------------------- | ------------ | ------------------------------- |
| 1     | 11 de junio | Independencia           | El Ermitaño                      | Somos Olímpico            | 1:1 (4:2 p.) | Sol de Vitarte                  |
| 2     | 12 de junio | Independencia           | El Ermitaño                      | Real San Felipe           | 0:1          | Arsenal Jesús María             |
| 3     | 12 de junio | El Agustino             | Marcelino Ccaico Arone           | Unión Estudiantil         | 1:3          | Cultural Progreso               |
| 4     | 12 de junio | Independencia           | El Ermitaño                      | Liga V Collique           | 0:0 (4:5 p.) | Galaxie 901                     |
| 5     | 11 de junio | Villa María del Triunfo | Héctor Chumpitaz - Campo 1       | AFE Cosmos International  | 1:1 (5:4 p.) | Dream Team Sports               |
| 6     | 12 de junio | Independencia           | El Ermitaño                      | Asociación Cosmos         | 4:0          | Santa Rosa El Ángel             |
| 7     | 12 de junio | Ate                     | Complejo Deportivo Ollantaytambo | Ciclista Lima FC          | 6:1          | Defensor Los Sauces             |
| 8     | 11 de junio | Independencia           | El Ermitaño                      | Real Unión                | 1:1 (5:6 p.) | Estudiantil Ascope              |
| 9     | 12 de junio | Chosica                 | Municipal Hernán Solís García    | Cultural 13 de Enero      | 2:0          | Virgen De Guadalupe             |
| 10    | 12 de junio | Ate                     | Complejo Deportivo Ollantaytambo | Huracán Chorrillos        | 0:3          | Dinamico Imperial Tahuantinsuyo |
| 11    | 12 de junio | Chosica                 | Municipal Hernán Solís García    | Barranco City             | 3:3 (8:7 p.) | Academia Juventud Comas         |
| 12    | 12 de junio | Villa María del Triunfo | Héctor Chumpitaz - Campo 1       | Circolo Sportivo Italiano | 0:4          | Solidaridad                     |
| 13    | 12 de junio | Villa María del Triunfo | Héctor Chumpitaz - Campo 1       | Fraternal Santa Clara     | 6:0          | Cultural Poeta                  |
| 14    | 12 de junio | Ate                     | Complejo Deportivo Ollantaytambo | Sánchez Carrión           | 1:0          | Deportivo Marañón               |
| 15    | 11 de junio | Villa María del Triunfo | Héctor Chumpitaz - Campo 1       | Atlético Tornado          | 2:0          | CADRE                           |
| 16    | 12 de junio | Villa María del Triunfo | Héctor Chumpitaz - Campo 1       | Chosica FC                | 0:2          | Independiente San Felipe        |

### Fase 4
| Llave | Fecha       | Distrito      | Estadio                          | Equipo 1                 | Resultado            | Equipo 2                        |
| ----- | ----------- | ------------- | -------------------------------- | ------------------------ | -------------------- | ------------------------------- |
| A     | 18 de junio | Independencia | El Ermitaño                      | Arsenal Jesús María      | 2:0                  | Atlético Tornado                |
| B     | 19 de junio | Ate           | Complejo Deportivo Ollantaytambo | Asociación Cosmos        | 3:3 (t. s.) (6:7 p.) | Barranco City                   |
| C     | 19 de junio | Ate           | Complejo Deportivo Ollantaytambo | Estudiantil Ascope       | 3:1                  | Cultural 13 de Enero            |
| D     | 19 de junio | Ate           | Complejo Deportivo Ollantaytambo | AFE Cosmos International | 1:0                  | Solidaridad                     |
| E     | 19 de junio | Ate           | Complejo Deportivo Ollantaytambo | Cultural Progreso        | 1:2                  | Sánchez Carrión                 |
| F     | 18 de junio | Independencia | El Ermitaño                      | Galaxie 901              | 0:4                  | Fraternal Santa Clara           |
| G     | 19 de junio | El Agustino   | Marcelino Ccaico Arone           | Somos Olímpico           | 1:3 (t. s.)          | Independiente San Felipe        |
| H     | 19 de junio | Ate           | Complejo Deportivo Ollantaytambo | Ciclista Lima FC         | 1:3                  | Dinamico Imperial Tahuantinsuyo |

### Fase 5
| Llave | Fecha       | Distrito                | Estadio                    | Equipo 1                 | Resultado   | Equipo 2                        |
| ----- | ----------- | ----------------------- | -------------------------- | ------------------------ | ----------- | ------------------------------- |
| 1     | 26 de junio | Villa María del Triunfo | Héctor Chumpitaz - Campo 1 | Arsenal Jesús María      | 2:1         | Sánchez Carrión                 |
| 2     | 26 de junio | Independencia           | El Ermitaño                | Barranco City            | 2:0         | Fraternal Santa Clara           |
| 3     | 26 de junio | Independencia           | El Ermitaño                | Estudiantil Ascope       | 0:2         | Independiente San Felipe        |
| 4     | 26 de junio | Villa María del Triunfo | Héctor Chumpitaz - Campo 1 | AFE Cosmos International | 0:1 (t. s.) | Dinamico Imperial Tahuantinsuyo |

### Fase 6
| Llave | Fecha       | Distrito   | Estadio                   | Equipo 1            | Resultado            | Equipo 2                        |
| ----- | ----------- | ---------- | ------------------------- | ------------------- | -------------------- | ------------------------------- |
| 1     | 29 de junio | Miraflores | Niño Héroe Manuel Bonilla | Arsenal Jesús María | 0:2                  | Independiente San Felipe        |
| 2     | 29 de junio | Miraflores | Niño Héroe Manuel Bonilla | Barranco City       | 0:0 (t. s.) (4:2 p.) | Dinámico Imperial Tahuantinsuyo |

### Fase 7 − Final
| Fecha      | Distrito        | Estadio    | Equipo 1                 | Resultado | Equipo 2      |
| ---------- | --------------- | ---------- | ------------------------ | --------- | ------------- |
| 3 de julio | Cercado de Lima | San Marcos | Independiente San Felipe | 4:1       | Barranco City |

|                                      |                                      |
| Independiente San Felipe             | Barranco City                        |
| Campeón                              | Subcampeón                           |
| Clasificado a la Etapa Departamental | Clasificado a la Etapa Departamental |